# Galerie Henry Vasnier
La galerie Henry Vasnier est une galerie d'art créée en 1890 par Henry Vasnier à Reims. Henry Vasnier agence sa propre galerie d'art dans l'hôtel particulier qu'il loue au 72, boulevard Lundy à Reims (Marne). Fruit de la constitution d'une collection qui traverse la vie du collectionneur, à sa mort, son legs bouleverse durablement l'histoire du musée des Beaux-Arts de Reims.

## Constitution de la collection

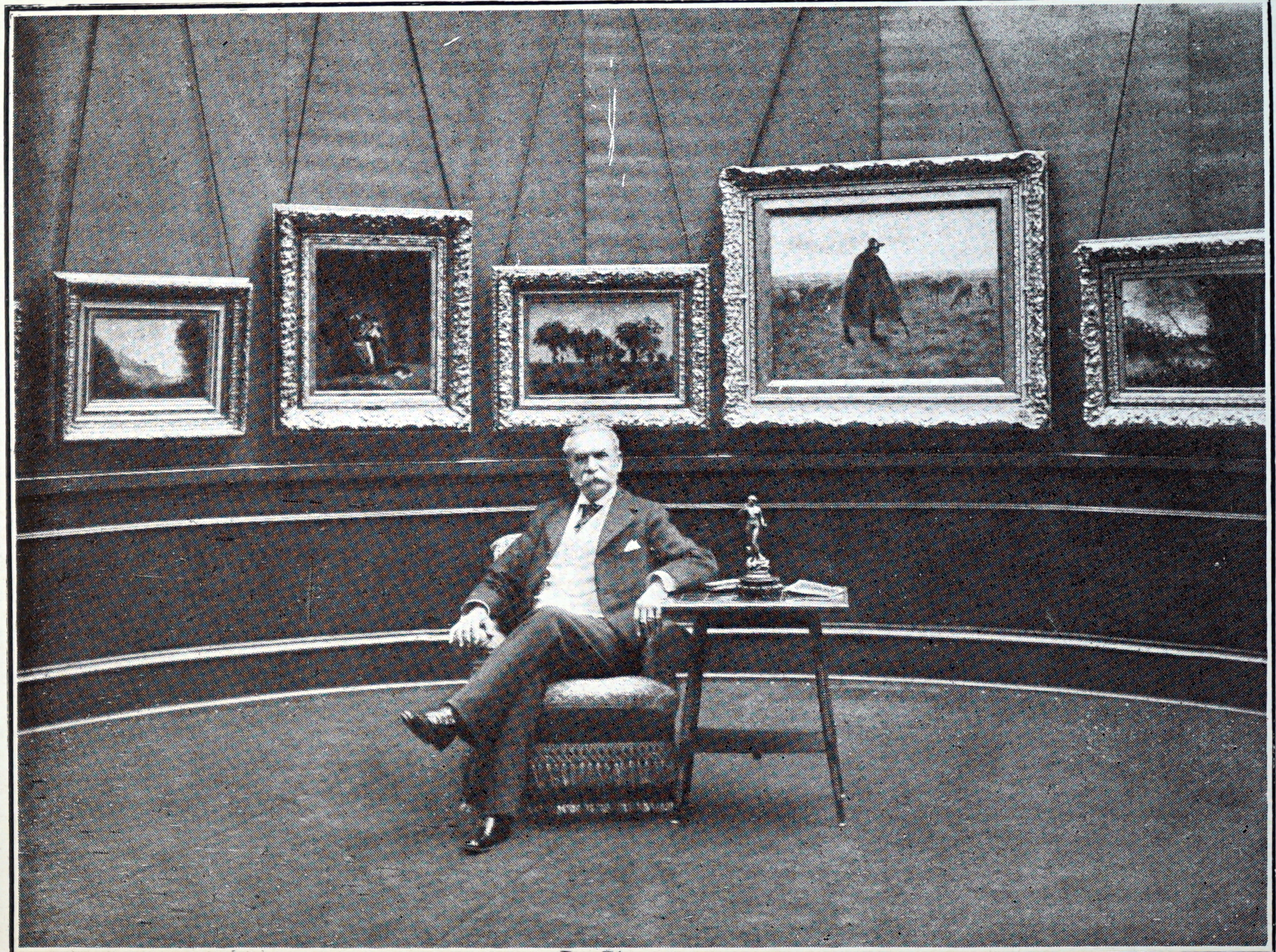
Henry Vasnier dans sa galerie, Galerie Henry Vasnier (Reims), avant 1907, photographie de F. Rothier. Reims, Musée des Beaux-Arts.

Très tôt, Henry Vasnier fait preuve d'un intérêt pour l'art. Il constitue minutieusement sa collection durant toute sa vie.
Il est le parfait exemple des collectionneurs de la fin du XIXe siècle, appartenant la riche bourgeoisie, ayant fait fortune dans l'industrie et cherchant à afficher sa réussite par l'acquisition d’œuvres d'art éclectiques illustrant son époque (peintures, arts graphiques, sculptures, objets d'art, textiles, armes...) avant de léguer sa collection à sa ville ou à l’État.
Cependant, Henry Vasnier ne laisse aucune trace écrite, connues à ce jour, de ses goûts.

### Historique de la constitution de la collection

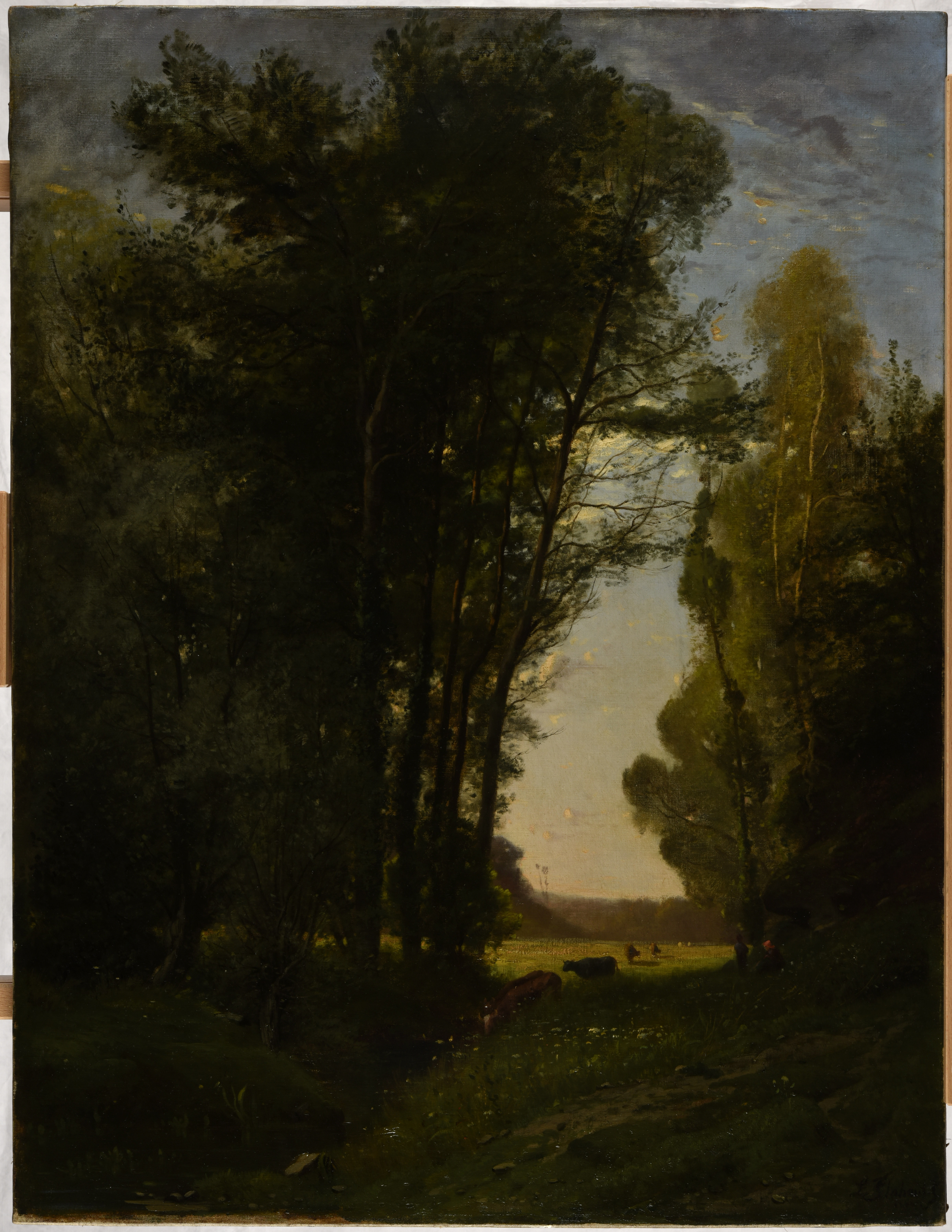
Léon-Charles Flahaut, Paysage à Magny-les-Hameaux, 1862, huile sur toile. Reims, Musée des Beaux-Arts, inv. 907.19.109.

Bien que Henry Vasnier s'installe à Reims en 1856, il n'achète sa première œuvre qu'en 1863. Il ne procède donc à aucune acquisition de 1856 à 1863. Sa réussite n'est peut-être pas encore suffisante pour permettre de tels achats. Tout au long de sa vie, ses acquisitions se font de plus en plus importantes, reflétant l'élévation de sa place dans la société. Il acquiert sa dernière œuvre le 28 février 1907, juste quelques heures avant de rendre son dernier souffle.
En 1863, alors âgé de 31 ans, il achète une huile sur toile intitulée Paysage à Magny-les-Hameaux, attribuée à Léon-Charles Flahaut, élève de Jean-Baptiste Camille Corot, datant de 1862, au Salon de Paris pour la somme de 600 francs-or. À partir de cette date et jusqu'en 1880, il n'investit que peu d'argent sur le marché de l'art, dans des peintures dont la côte des artistes est raisonnable, voire dont l'attribution est incertaine. En effet, à cette époque, la guerre franco-allemande de 1870 constitue un frein à l'économie. Toutefois, ses investissements prennent une nouvelle dimension en 1877, lorsqu'il acquiert l'huile sur toile nommée Renée Delmas, L'Hiver de Louise Abbema, au Salon de Reims.

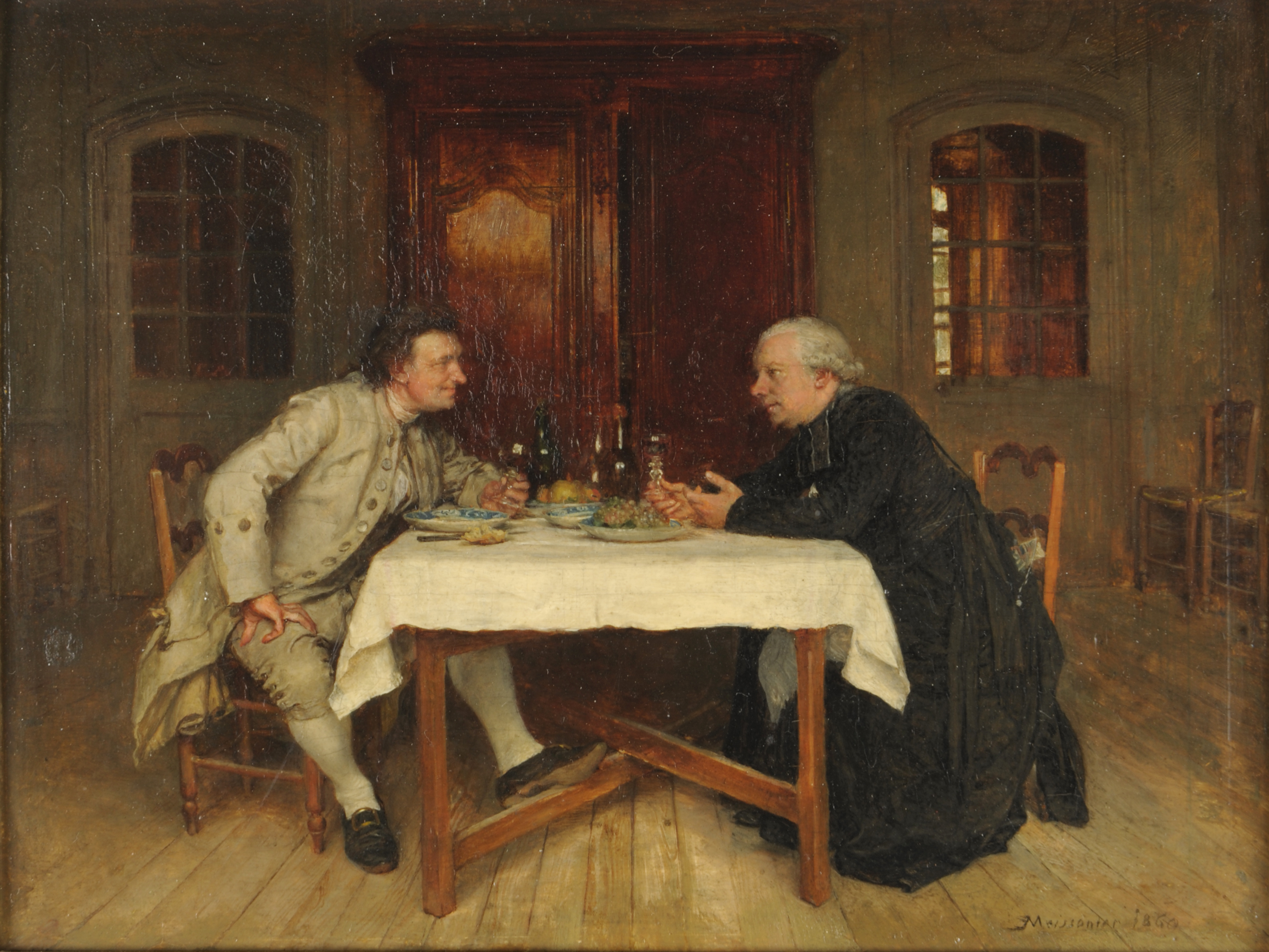
Ernest Meissonier, Le Vin du curé, 1860, huile sur toile. Reims, Musée des Beaux-Arts, inv. 907.19.182.

De 1881 à 1889, avec l'essor de sa carrière professionnelle, Henry Vasnier dispose d'un capital financier plus conséquent qui impacte sa politique d'acquisition. Il privilégie les ventes publiques parisiennes et fréquente régulièrement la galerie de Georges Petit. Comme durant la période précédente, il cherche des œuvres à l'attribution moins prestigieuse et s'inscrivant dans un courant artistique dont elles ne sont pas les protagonistes. L'année 1888 marque un tournant dans sa volonté d'acheter des productions d'artistes reconnus, notamment de Ernest Meissonier et de Jean-François Millet. Cependant, qu'importe le coût de ses investissements, Henry Vasnier favorise, avec la prudence qui caractérise les notables de province, les valeurs sûres, notamment modernes, sans faire de parti pris.

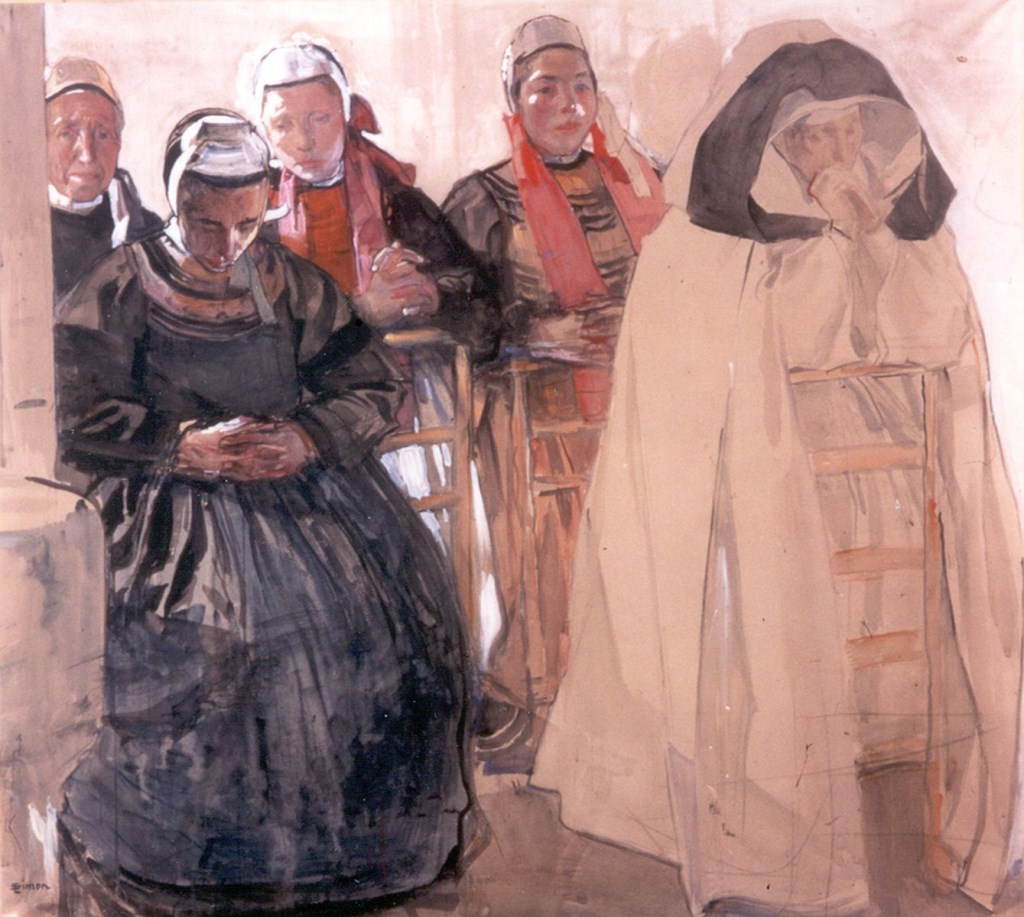
Lucien Simon, Religieuse et bretonnes en prières, 1905 (datation incertaine), aquarelle et graphite sur papier. Reims, Musée des Beaux-Arts, inv. 907.19.360.

À partir de 1890, en tant que collectionneur souhaitant exposer ses œuvres dans les meilleures conditions et disposant du capital nécessaire à la concrétisation d'un tel projet, il décide d'ouvrir sa propre galerie. Dès lors, ses acquisitions, jusqu'à présent majoritairement constituées de peintures, sont influencées par cette dernière. Il se met donc à acheter des sculptures, des objets d'art, notamment de la céramique et du mobilier, afin d'équilibrer l'agencement des œuvres au sein de sa galerie. A ce titre, Henry Vasnier suit les conseils de diversification de ses acquisitions prodigués par Madame Pommery. En outre, profitant de sa réussite sociale, il continue d'acquérir des œuvres de façon exponentielle jusqu'à sa mort, majoritairement sur le marché de l'art parisien, afin de continuer sa collection tout en variant ses centres d'intérêt. L'année 1902 représente alors le pic de ses investissements, notamment illustré lors de la vente Humbert où il dépense 102 650 francs-or, avant qu'ils ne baissent légèrement à la fin de sa vie. Bien que sa fortune personnelle lui confère les moyens d'acheter de prestigieuses signatures, il préfère se tourner vers des artistes moins reconnus à l'instar de Pierre Lagarde et Alexandre Marcette. Son dernier achat, le jour de sa mort, est une aquarelle intitulée Religieuse et bretonnes en prières, de Lucien Simon, datant de vers 1905.

### Modes d'acquisition
Henry Vasnier acquiert ses œuvres sur le marché de l'art via plusieurs intermédiaires.

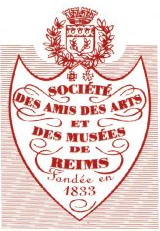
Cachet de la Société des amis des arts et des musées de Reims.

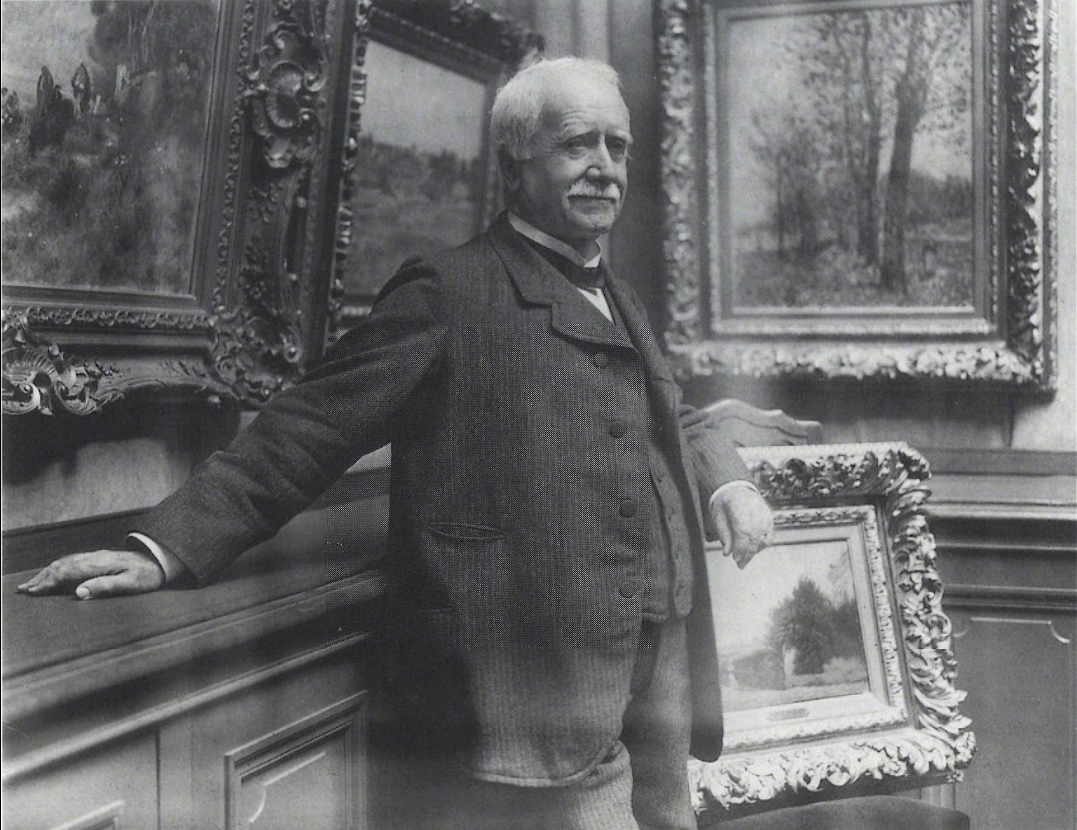
Paul Durand-Ruel dans sa galerie, Galerie Durand-Ruel (Paris), 1910, photographie de Dornac. Paris, Archives Durand-Ruel.

Il achète peu sur la scène rémoise, mais lorsque cela se produit, il se tourne vers les expositions de la Société des amis des arts et des musées de Reims ainsi que vers les particuliers. Cependant, la majorité de ses achats ont lieu à Paris lors d'évènements clés du marché de l'art : le Salon ; les expositions des galeries d'art ; les ventes publiques de particuliers, parfois après décès, notamment à l'hôtel Drouot ; l'Exposition universelle de 1900. Parmi les galeries parisiennes qu'il fréquente, celle de Georges Petit a sa préférence de 1884 à 1907, aux côtés de celle de Durand-Ruel. Mais il ne s'y limite pas, marchandant également avec Arnold et Tripp, Tempelaëre, Boussod et Valadon, et Bernheim-Jeune. Ces lieux constituent des tremplins pour les artistes modernes. Concernant les ventes, il participe notamment à celles de : Pelouse, Secrétant, Baron Mourre et Humbert. Pour aiguiller ses choix lors de ces évènements, le collectionneur se réfère aux catalogues édités par Georges Petit dont la réputation constitue une valeur sûre.

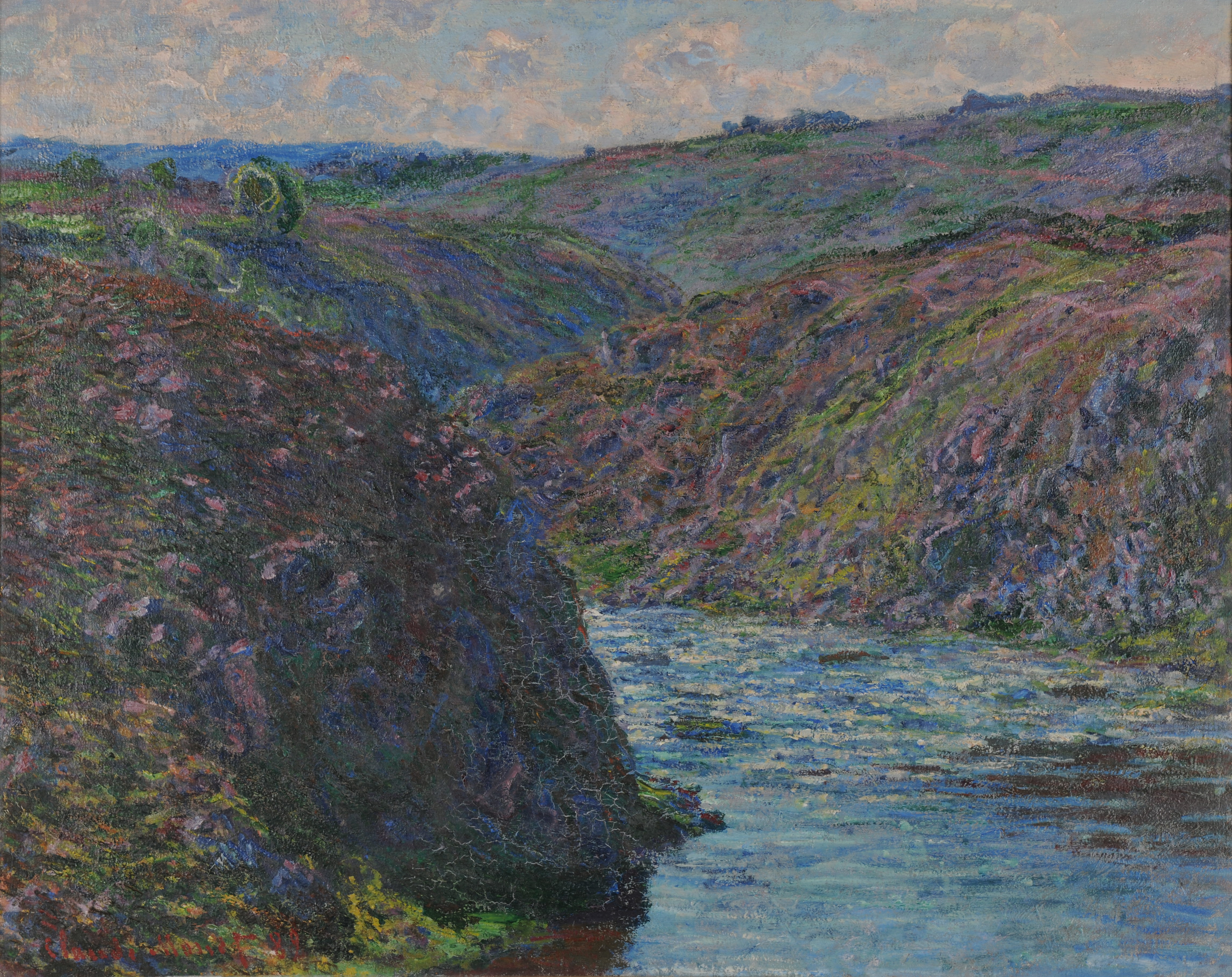
Claude Monet, Les Ravins de la Creuse, 1889, huile sur toile. Reims, Musée des Beaux-Arts, inv. 907.19.192.

De 1884 à 1902, Henry Vasnier fait appel à Louis Guyotin, qui joue le rôle d'intermédiaire contre monnaie sonnante et trébuchante. Ses missions sont multiples. Pour le négociant en vin de champagne, sur le marché de l'art, il marchande, se tient au fait des ventes et procède à des enchères. D'un point de vue artistique, l'intermédiaire avise son mandataire informé des courants artistiques parisiens et des expositions en cours dans les galeries. Son concours est particulièrement important lors de l'achat d'œuvres d'artistes reconnus. C'est notamment le cas pour l'huile sur toile intitulée Les Ravins de la Creuse, de Claude Monet, datant de 1889, qu'il acquiert dans la galerie de Durand-Ruel. En 1902, l'acquisition de l'huile sur bois nommée La lecture de rôle, de Auguste Renoir, datée vers 1876-1877, marque la fin de leur collaboration. Mais Louis Guyotin n'est pas son seul intermédiaire, la correspondance entre le collectionneur et Léon Lhermitte prouve que l'artiste aiguillone aussi Henry Vasnier dans ses achats.

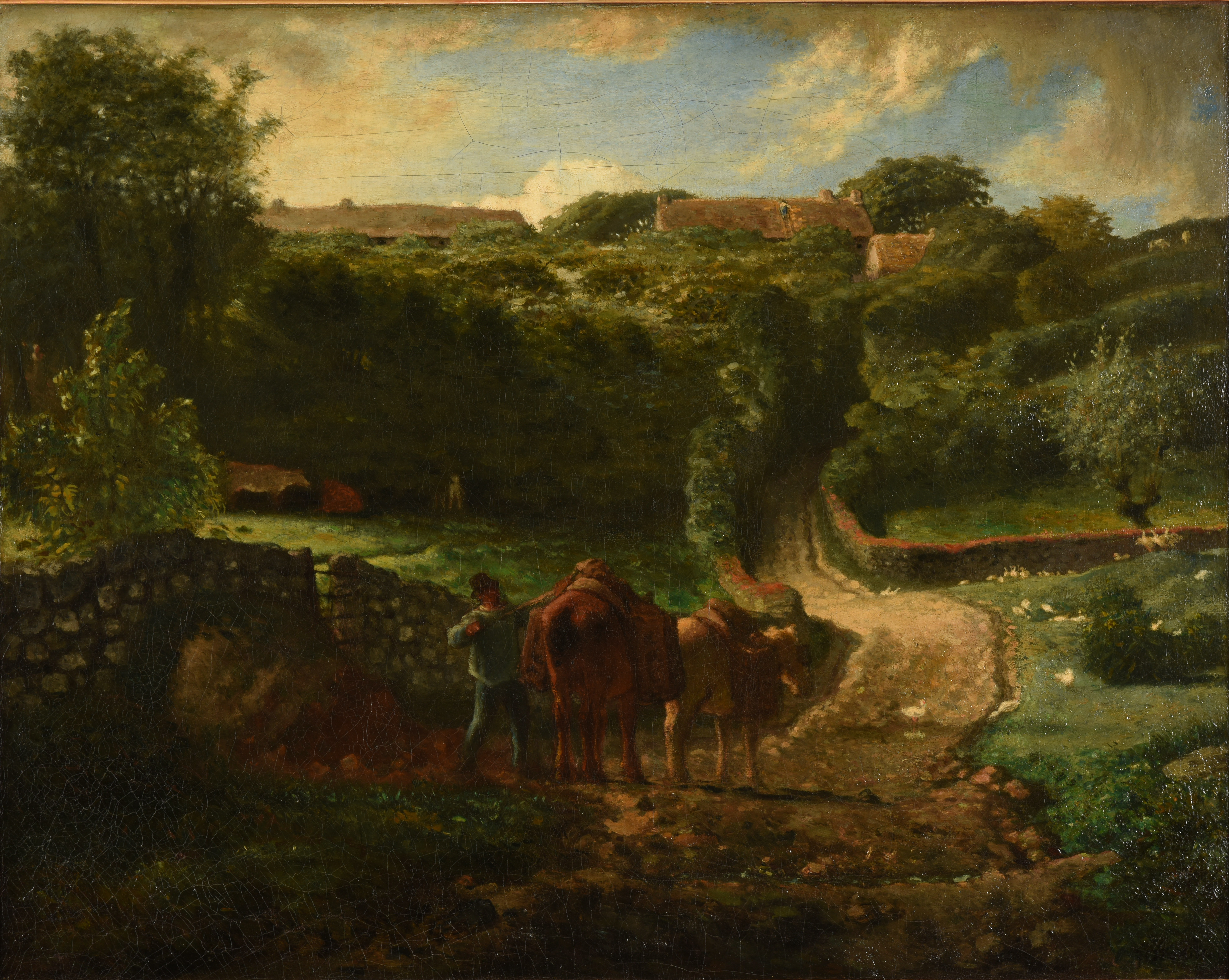
Jean-François Millet, Hameau Cousin à Gréville, entre 1854 et 1871, huile sur toile. Reims, Musée des Beaux-Arts, inv. 907.19.190.

Il arrive également à Henry Vasnier de s'associer avec un tiers pour acquérir des œuvres, notamment avec Madame Pommery. Leur investissement commun de 1888 s'est tourné vers l'huile sur toile nommée le Hameau Cousin à Gréville, de Jean-François Millet réalisée de 1854 à 1873. A la mort de son amie, ses héritiers lui cèdent leurs droits, permettant à ces œuvres de rejoindre intégralement son fonds. Leur collaboration va plus loin, lorsqu'en 1890, suivant les conseils de Henry Vasnier, Madame Pommery achète l'huile sur toile intitulée Les glaneuses, peinte par le même artiste en 1857. Coup médiatique, elle empêche le chef-d'œuvre de quitter le territoire français et en fait don au Musée du Louvre, afin de prouver la santé financière de sa Maison de champagne, quelque temps avant sa mort.
Enfin, Henry Vasnier procède parfois à des achats en série qui lui permettent d'acquérir plusieurs œuvres d'un même artiste. C'est notamment le cas pour une dizaine de productions de Eugène Boudin ou encore cinq créations de Joseph-Paul Meslé.

### Contenu de la collection

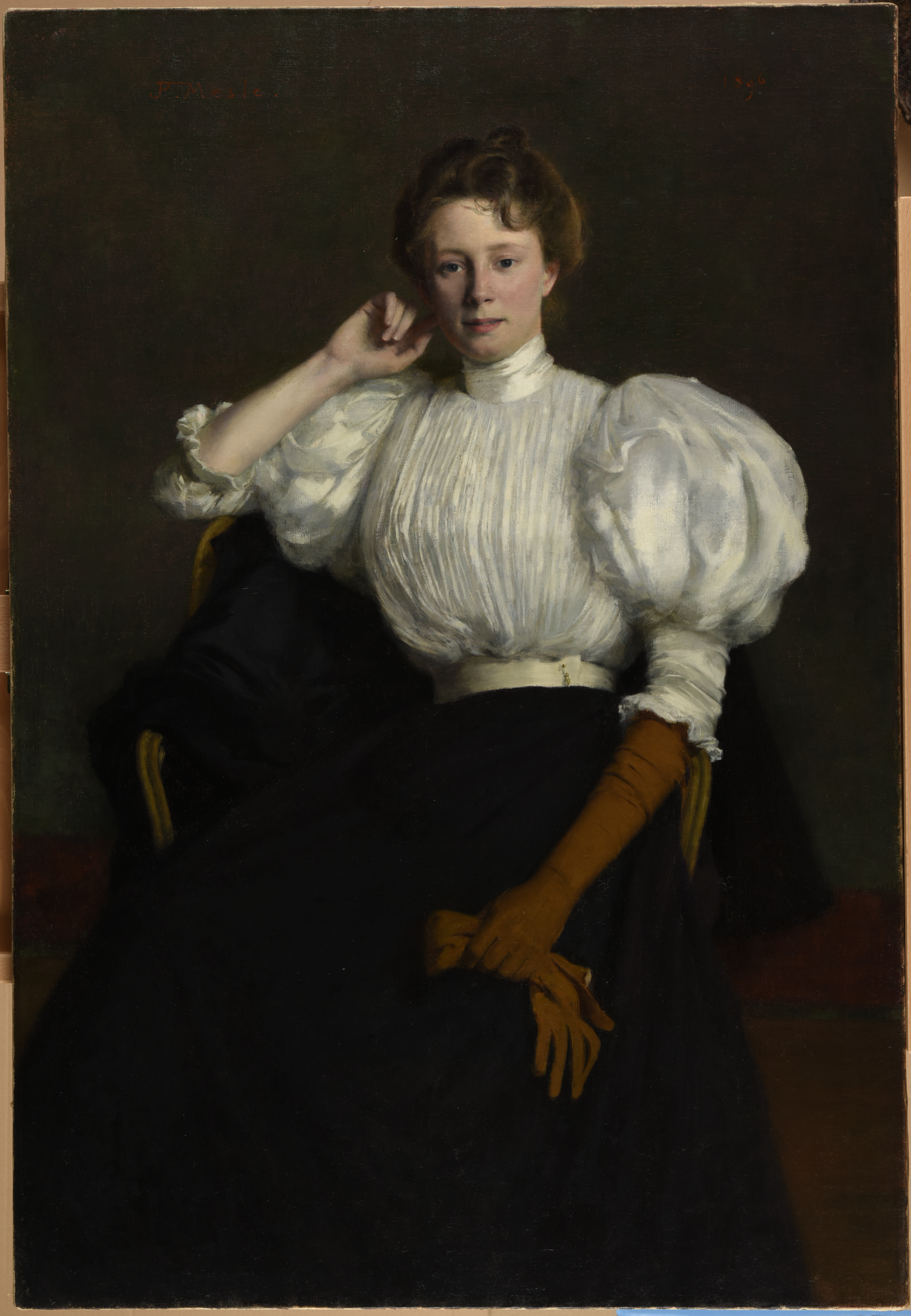
Joseph-Paul Meslé, Mademoiselle Marie P., 1896, huile sur toile. Reims, Musée des Beaux-Arts, inv. 907.19.185.

La collection de Henry Vasnier, majoritairement composée de peintures et d'arts graphiques, compte également des sculptures et des objets d'art, notamment des céramiques et du mobilier, ainsi que des textiles et des armes. Ses genres de prédilection sont les paysages, les portraits et dans une moindre mesure les scènes de genre et les représentations de la vie paysanne. 

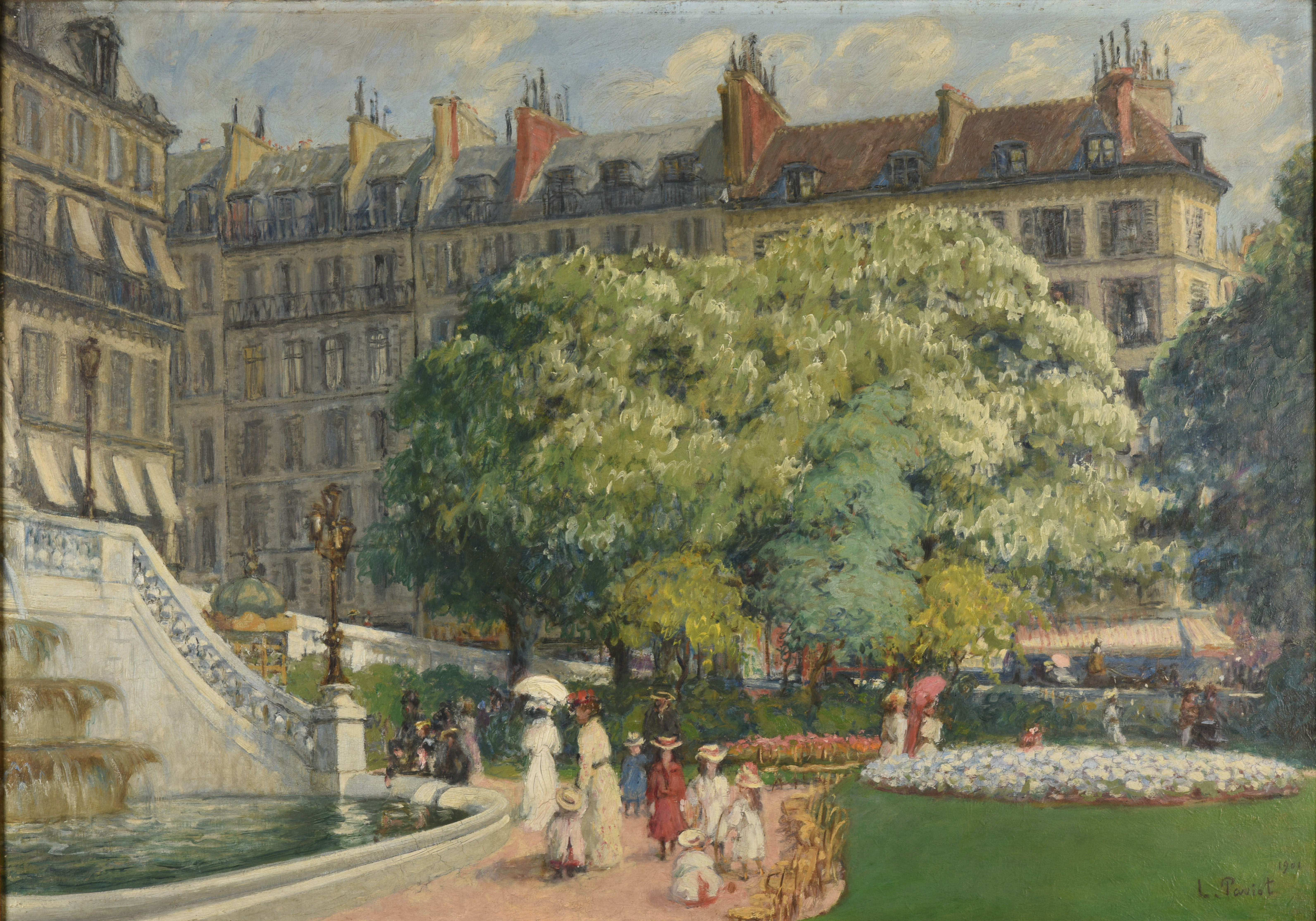
Louis Paviot, Le Square de la Trinité : le bassin, 1901, huile sur toile. Reims, Musée des Beaux-Arts, inv. 907.19.202.

L'objectif de Henry Vasnier est de constituer une collection d’œuvres aimable et plaisante. Afin d'être sûr de ne pas commettre d'impairs et de sécuriser ses investissements, Henry Vasnier privilégie le travail d'artistes dont les créations figurent déjà dans les collections muséales, à l'instar des bourgeois fréquentant les salons du Second Empire et de la Troisième République. Pendant toute la durée de l'établissement de sa collection, il demeure attaché à ses goûts de la première heure, même si cela implique d'acheter des œuvres considérées, en leur temps comme classiques. Ainsi, il n'acquiert pas uniquement des artefacts produits par des artistes de renom, mais également ceux de certains dont nous avons aujourd'hui oublié le nom, tels que René Juste et Louis Paviot ou qui déjà à l'époque étaient considérés comme mineurs, à l'instar de Joseph-Paul Meslé et Charles Léandre. Enfin, en ne se focalisant pas uniquement sur la peinture, Henry Vasnier met en lumière des artistes qui se sont écartés de l'académisme officiel.

La collection de Henry Vasnier se caractérise donc par un éclectisme touchant les médiums, les artistes ainsi que les genres. À l'époque, ses contemporains louent déjà cette richesse. 
"Les maîtres et disciples [...] sont représentés dans cette galerie par des œuvres sans faiblesse, sans erreurs de choix qui donnent à la collection pourtant si variée une remarquable unité. [...] Et la collection, telle qu'elle est, offre des jouissances assez complètes pour satisfaire les plus difficiles." - Atalone, La Galerie Vasnier à Reims, 1909.

#### Peintures etArts graphiques
La collection de peintures et d'arts graphiques de Henry Vasnier propose un éventail conséquent de techniques, de l'huile à l'aquarelle, en passant par le pastel, le fusain et le crayon.

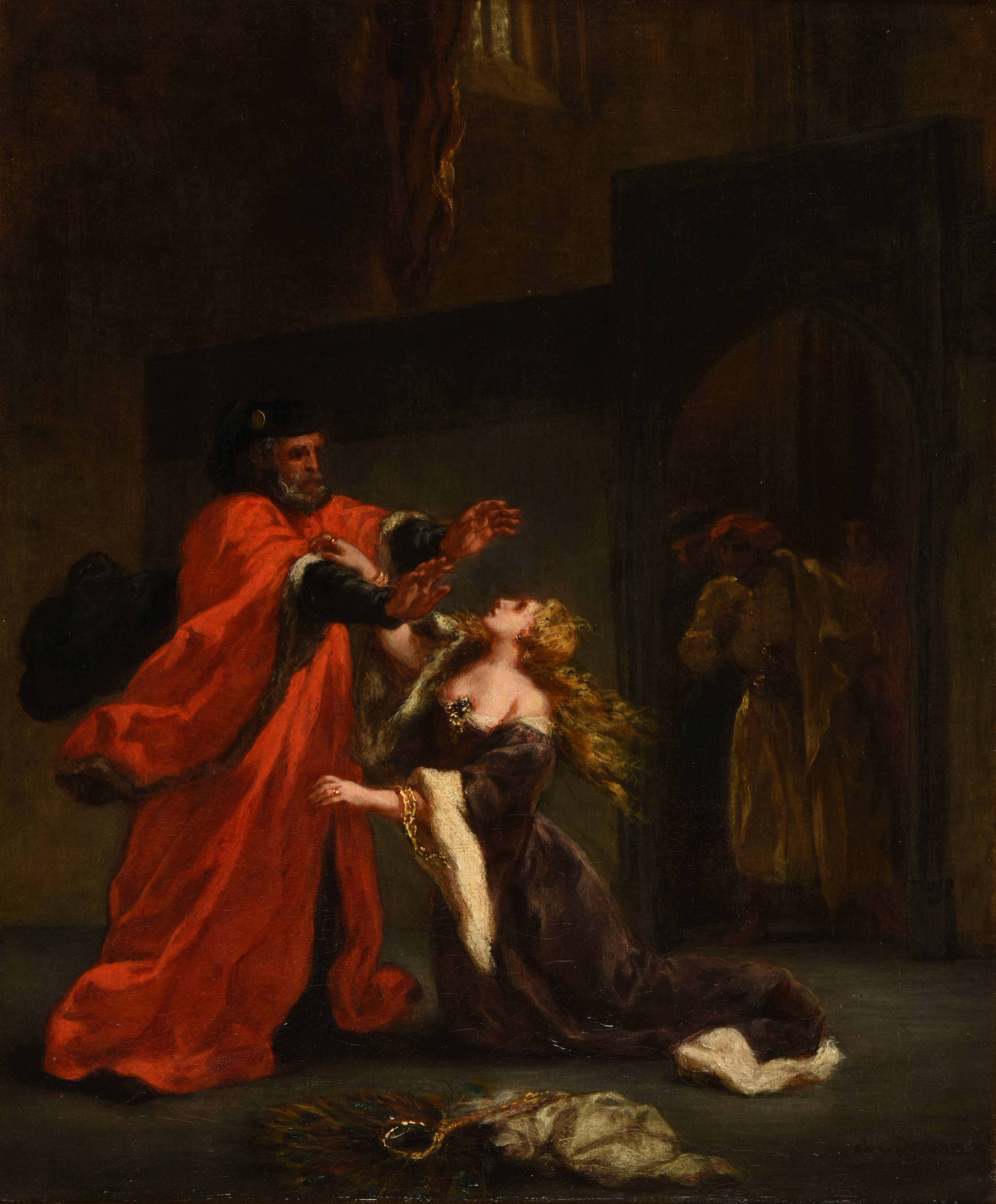
Eugène Delacroix, Desdémone maudite par son père, 1852 (datation incertaine), huile sur toile. Reims, Musée des Beaux-Arts, inv. 907.19.89.

Dans le fond de peintures de Henry Vasnier, le paysage constitue un genre prépondérant. A l'instar des bourgeois de la Troisième République, il porte une attention particulière à celui du XIXe siècle. A cette époque, les ventes de paysage connaissent donc un véritable succès occasionnant l'envolée de leur prix. Cependant, il n'achète que peu les oeuvres de la jeune génération plus tard reconnue comme avant-gardiste. Parmi les représentants du paysage, il entreprend notamment d'illustrer les écoles de Barbizon et de Honfleur. Afin de disposer d'une collection les reflétant au mieux, il n'hésite pas à débourser beaucoup d'argent afin d'acquérir des œuvres prestigieuses, telles que celles de : Théodore Rousseau, Constant Troyon, Jean-Baptiste Camille Corot, Jean-François Millet pour l'Ecole de Barbizon et Eugène Isabey, Eugène Boudin, Johann-Barthold Jongking pour l'Ecole de Honfleur. De son vivant ses goûts font déjà l'objet d'éloges. 

"Ses préférences étaient pour les paysages, particulièrement ceux de Corot dont il possédait six tableaux échelonnés à des époques successives de sa carrière. Il recherchait également les Boudin, Jongkind et les Harpignies dont il semble avoir deviné la gloire naissante que le temps devait consacrer." - Victor Diancourt, La Galerie Vasnier à Reims, 1909. 

Sa préférence va vers les peintres qui se caractérisent par leur touche et leur usage de la couleur. Il prête également une attention particulière à l'intensité lumineuse et plus largement aux effets atmosphériques. Sa collection de peintures comprend également quelques tableaux d'artistes romantiques comme Théodore Géricault et Eugène Delacroix. 

Les paysages dans la collection de peintures de Henry Vasnier : les Écoles de Barbizon (ligne 1) et de Honfleur (ligne 2)
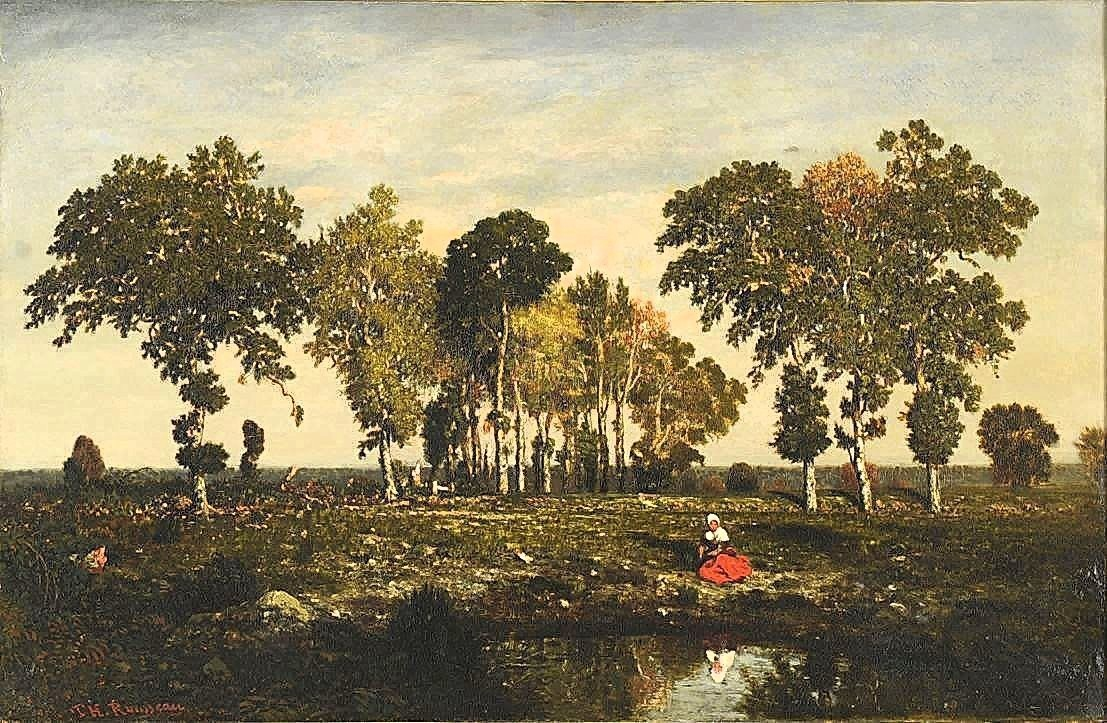
Théodore Rousseau, La Mare, entre 1842 et 1843, huile sur toile. Reims, Musée des Beaux-Arts, inv. 907.19.227.
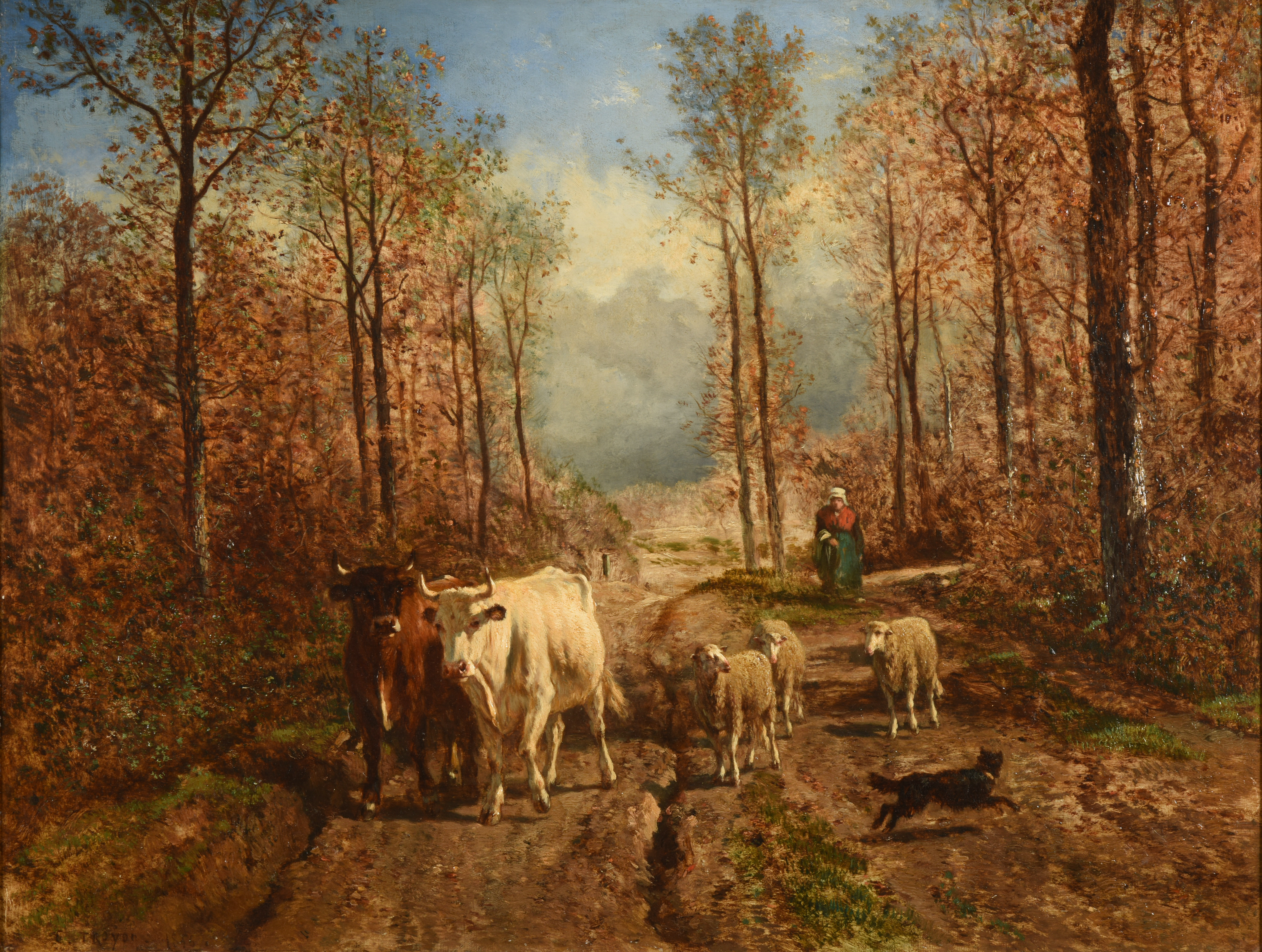
Constant Troyon, Rentrée de troupeau, 1856, huile sur bois. Reims, Musée des Beaux-Arts, inv. 907.19.234.
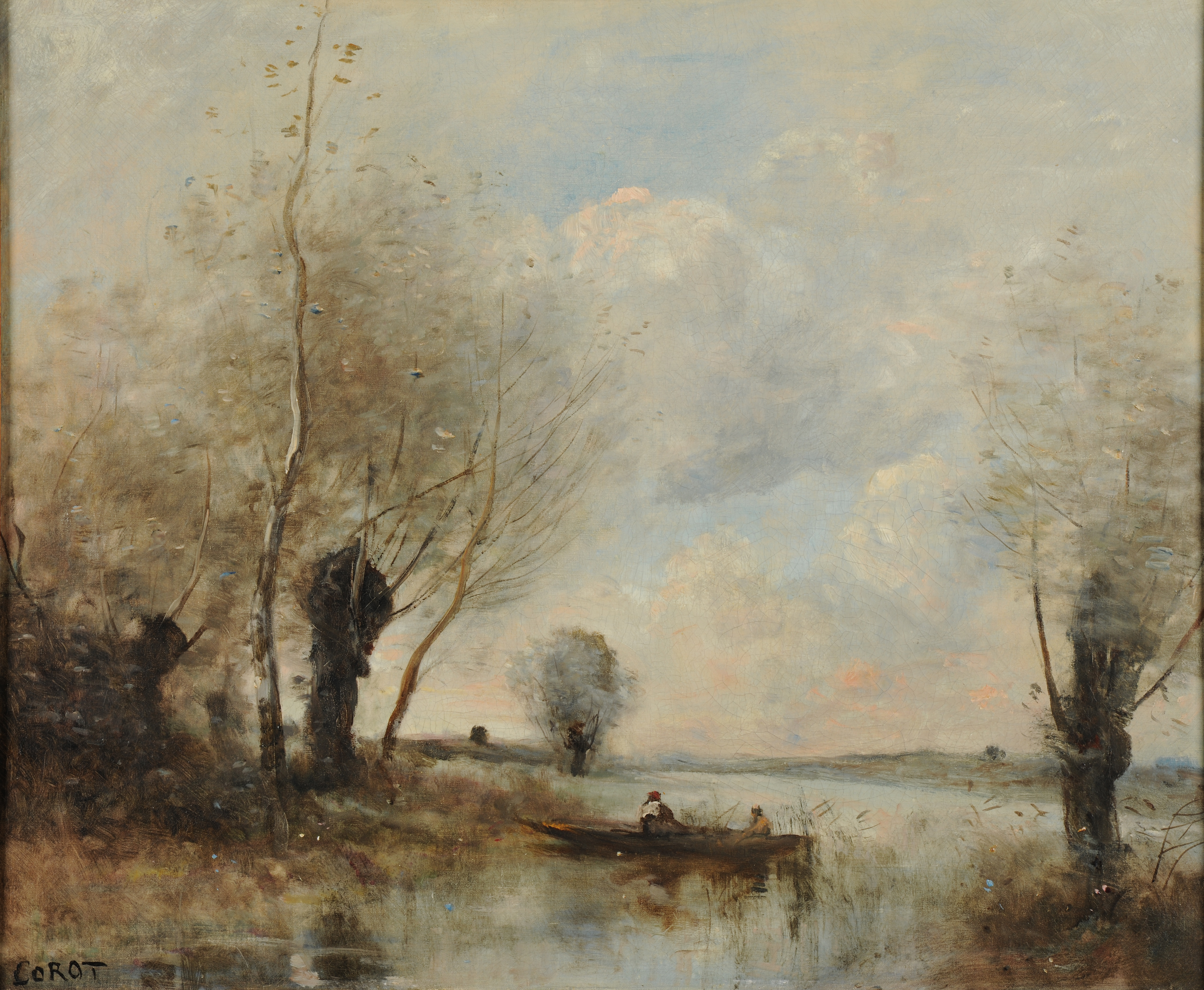
Jean-Baptiste Camille Corot, La pêche en barque auprès des saules, 1870, huile sur toile. Reims, Musée des Beaux-Arts, inv. 907.19.67.
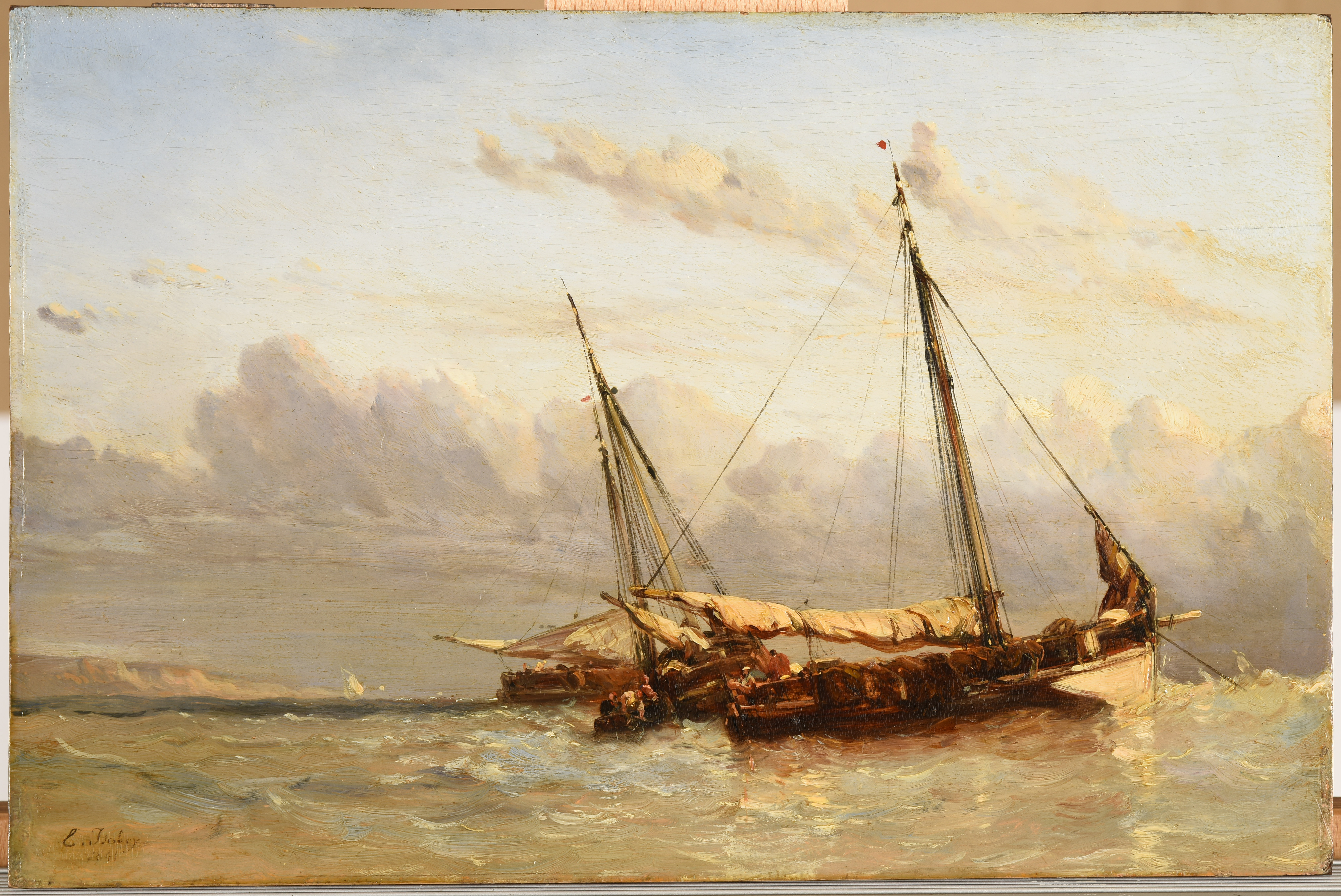
Eugène Isabey, Barques de pêche, 1841, huile sur bois. Reims, Musée des Beaux-Arts, inv. 907.19.135.
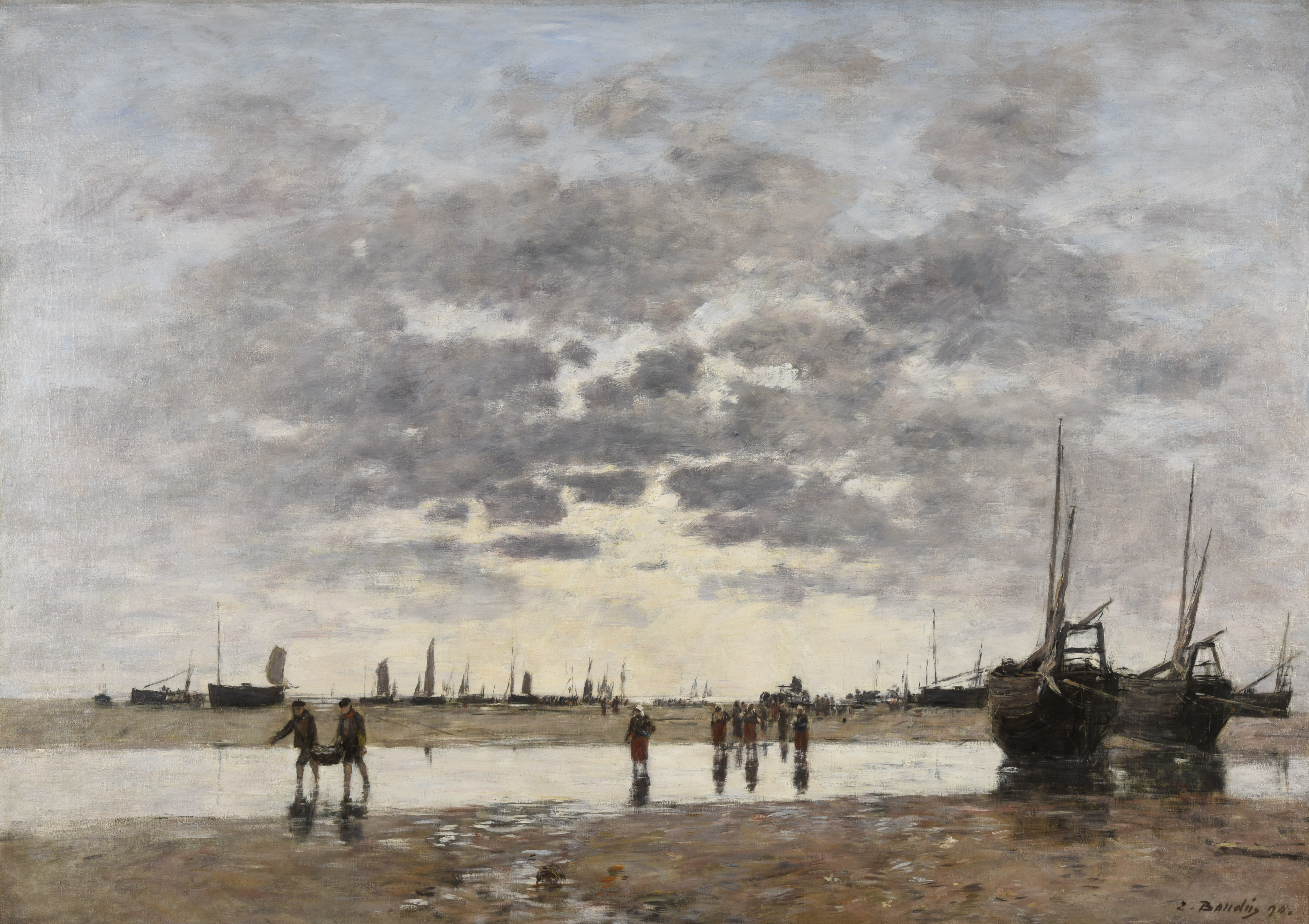
Eugène Boudin, Berck : le retour des barques, 1890, huile sur toile. Reims, Musée des Beaux-Arts, inv. 907.19.35.
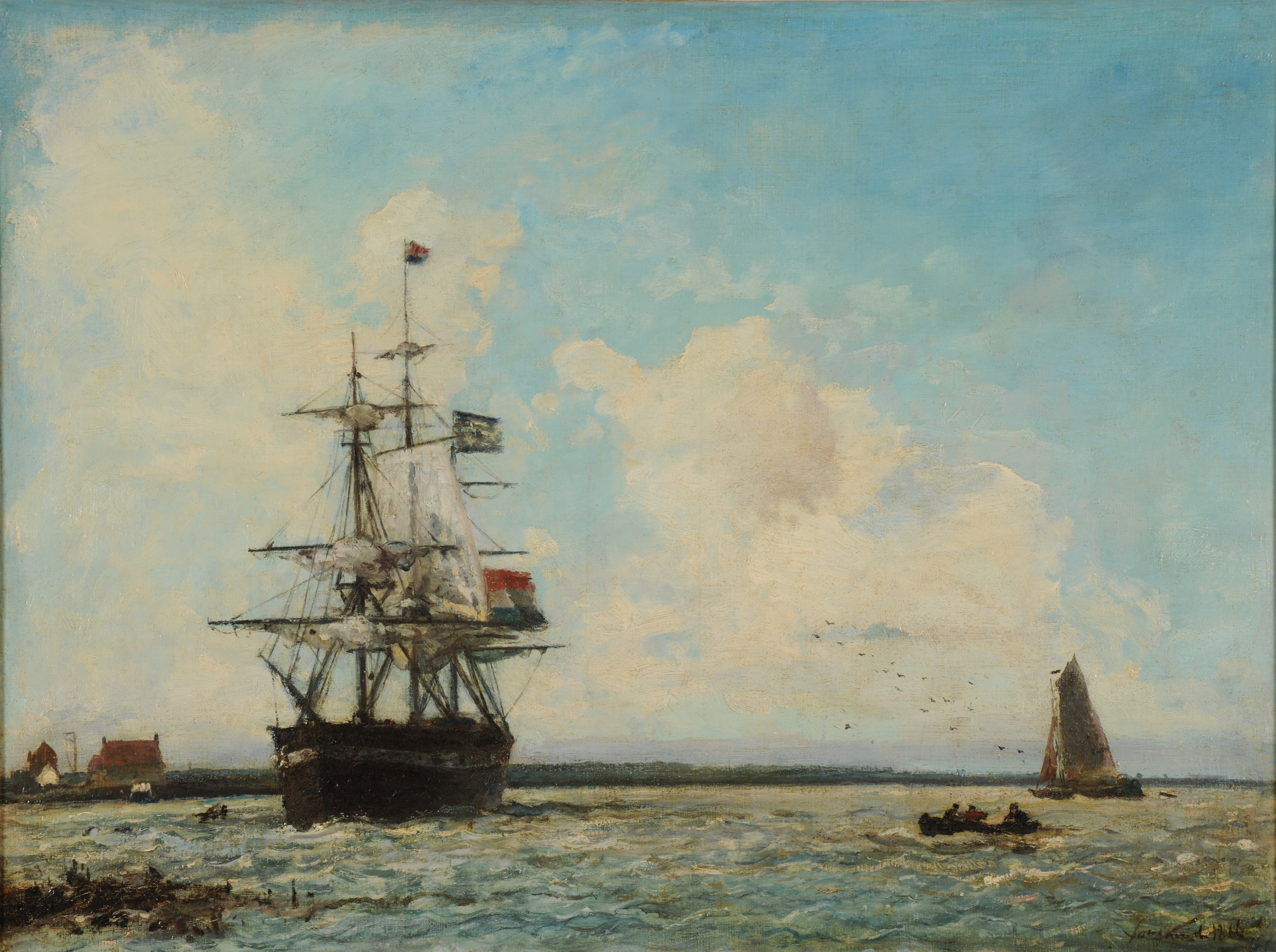
Johann-Barthold Jongkind, Le Grand Canal de Dordrecht, 1866, huile sur toile. Reims, Musée des Beaux-Arts, inv. 907.19.261.

Dans les collections de dessins de Henry Vasnier, les aquarelles et les pastels sont les médiums majoritaires. Affectionnant particulièrement ces artistes, il fréquente leurs expositions dans la galerie de Georges Petit. Ses acquisitions portent notamment sur les œuvres de Antoine Calbet, de Léon Lhermitte, de Charles Léandre, de Jean-François Millet et dans une moindre mesure, sur celles de Albert Besnard et de Lucien-Victor Guirand de Scevola. Comme les collectionneurs du XVIIIe siècle, il privilégie les artefacts abouties où transparaît la maîtrise de l'artiste qui pousse la technique à son paroxysme et n'accorde que peu de place à l'invention au profit de la reproduction d'après nature. A l'instar de ses peintures, les paysages ainsi que la couleur constituent un critère de choix pour ses dessins, transcrivant un sentiment de vie et de poésie. Les considérant comme aussi prestigieux que ses tableaux, il les expose, alors que ses contemporains préfèrent les disposer dans des portefeuilles pour leur unique délectation. 

Les aquarelles et les pastels dans la collection de dessins de Henry Vasnier
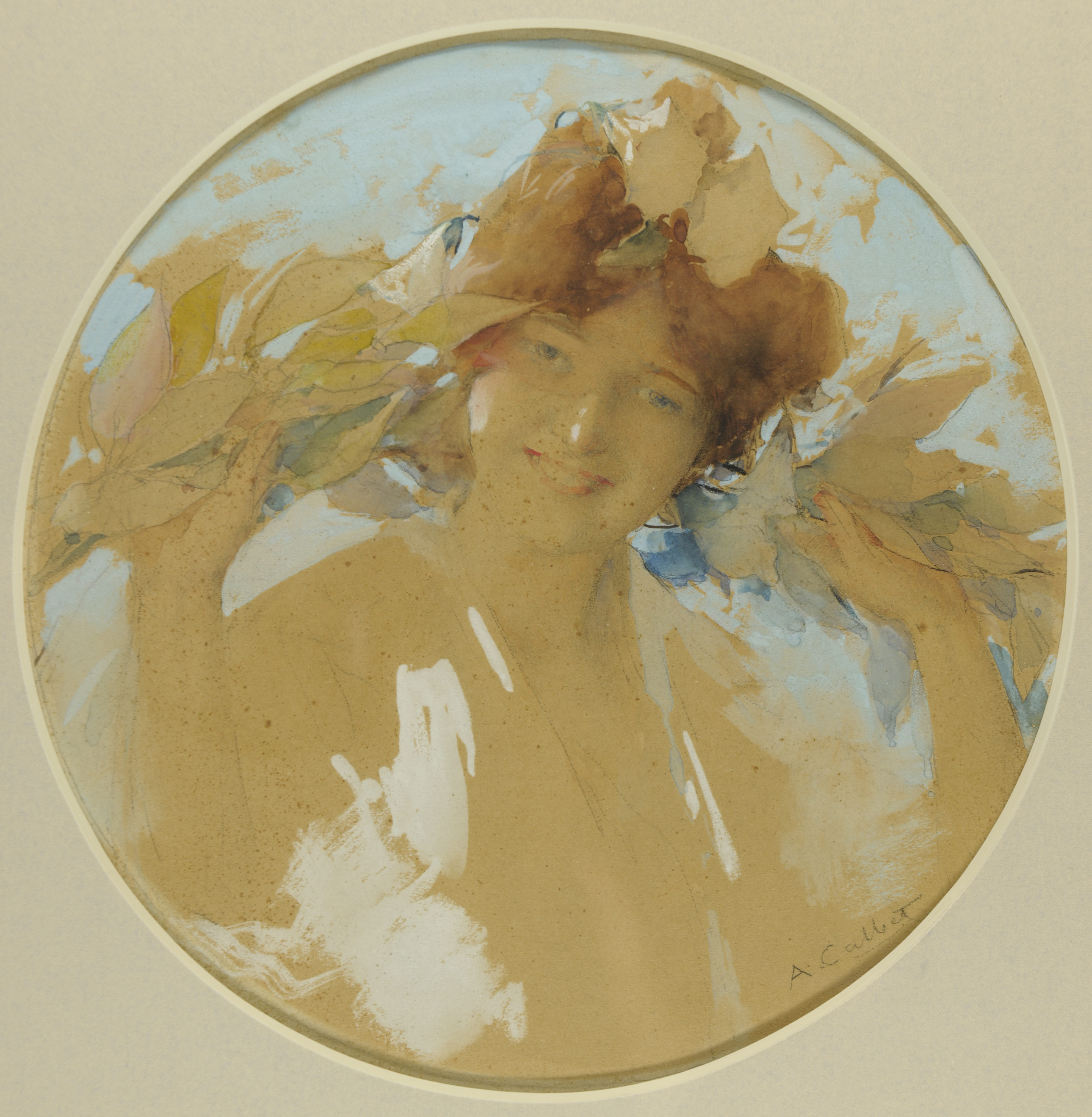
Antoine Calbet, Le Jour, avant 1906, aquarelle, gouache et graphite sur traits de crayon Conté, sur papier bistre chiné gris-bleuté. Reims, Musée des Beaux-Arts, inv. 907.19.280.
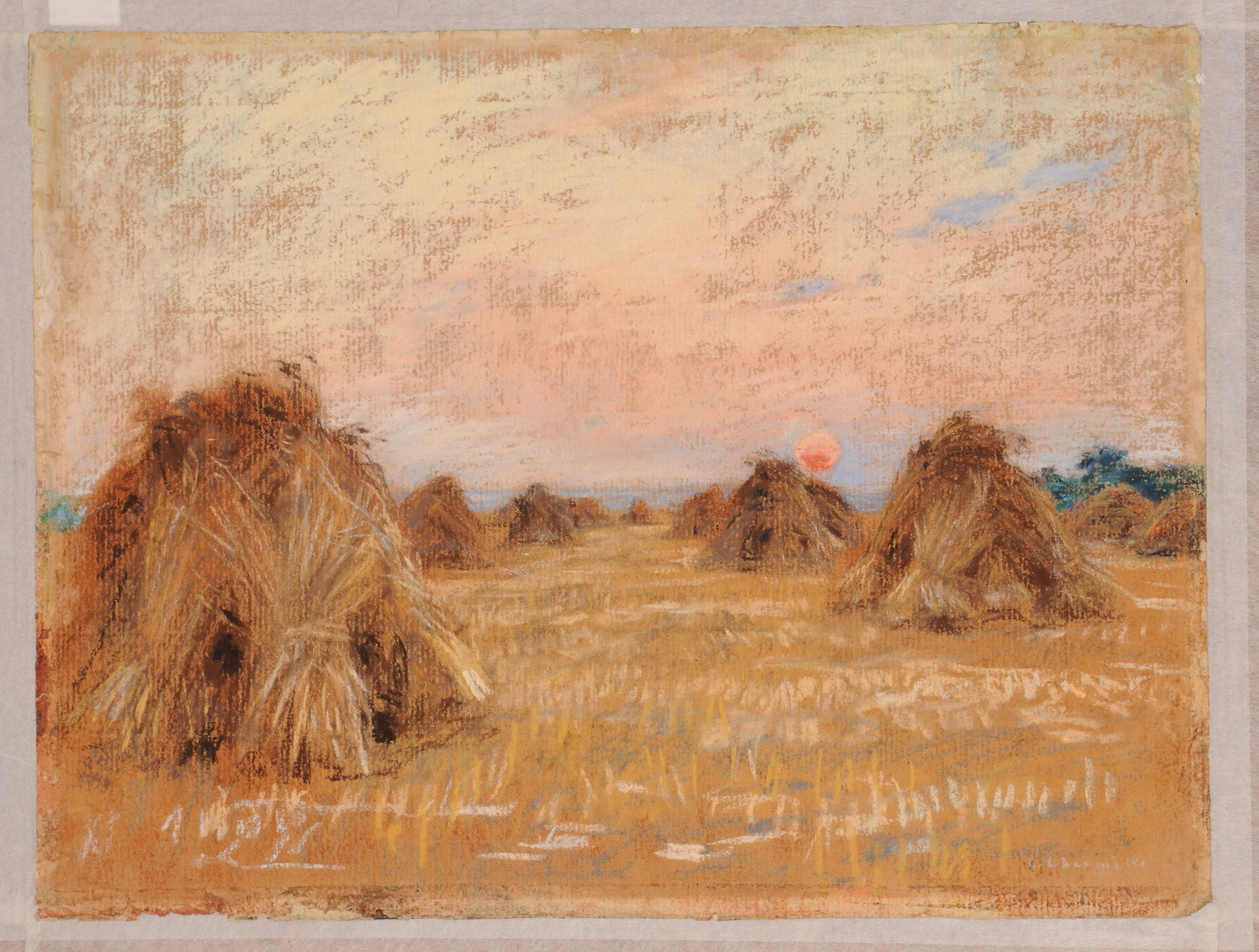
Léon Augustin Lhermitte, Fin de journée, 1886, pastel sur papier vergé. Reims, Musée des Beaux-Arts, inv. 907.19.325.
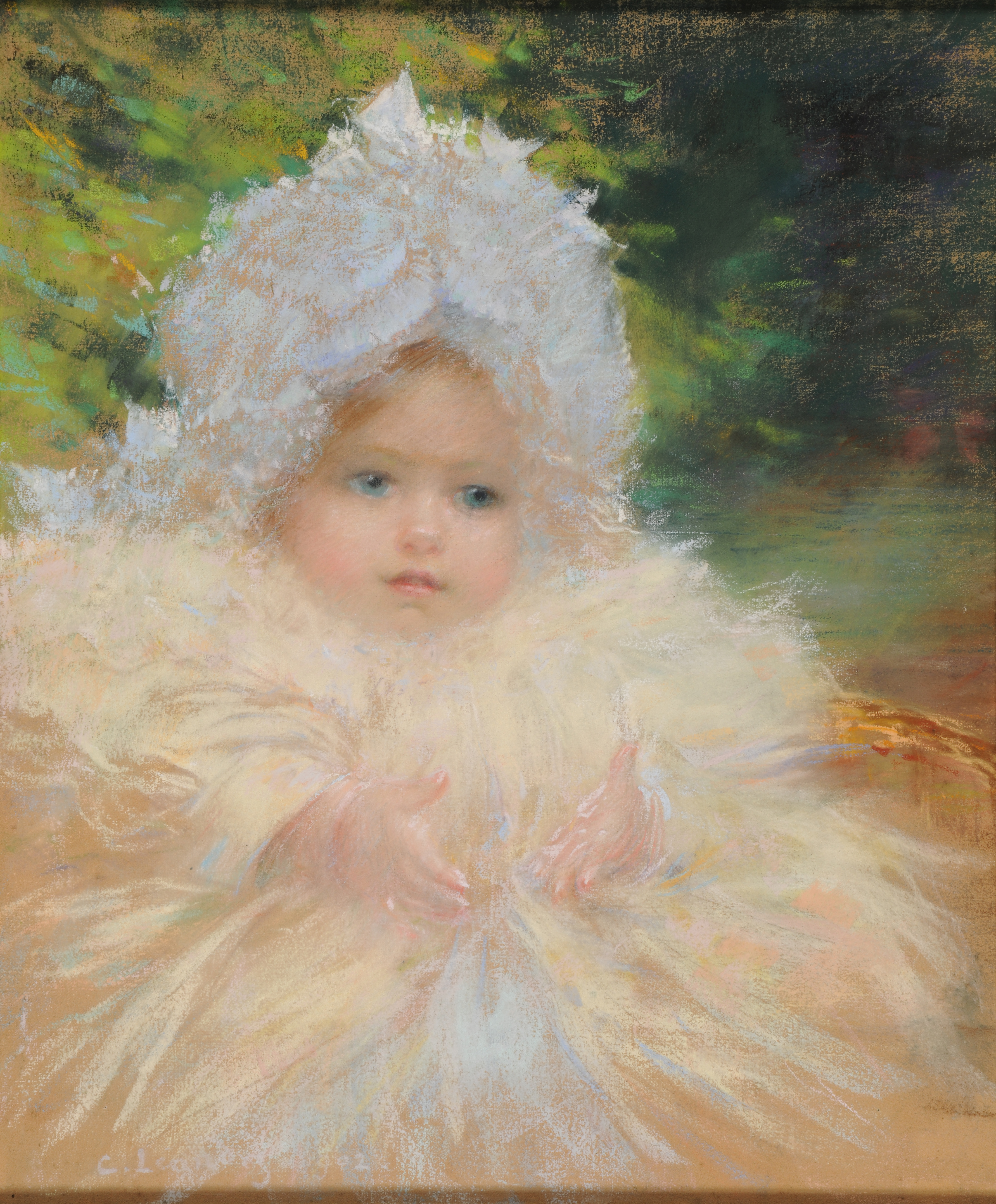
Charles Léandre, Madeleine Lemoine, nièce du peintre, 1902, pastel sur toile. Reims, Musée des Beaux-Arts, inv. 907.19.317.
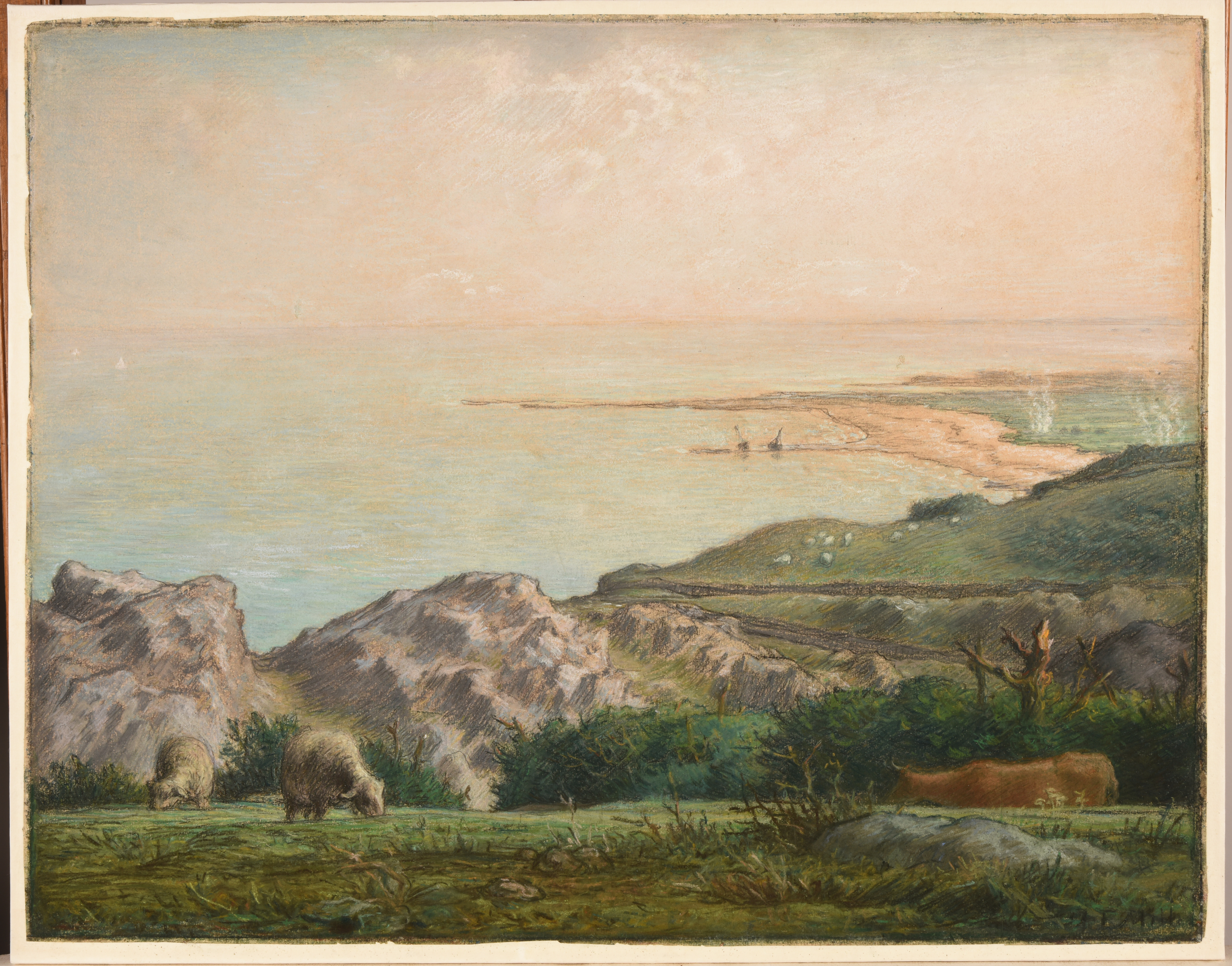
Jean-François Millet, La Mer vue du haut de la falaise de Landemer, 1870, pastel sec et crayon noir sur papier vergé industriel beige filigrané. Reims, Musée des Beaux-Arts, inv. 907.19.336.
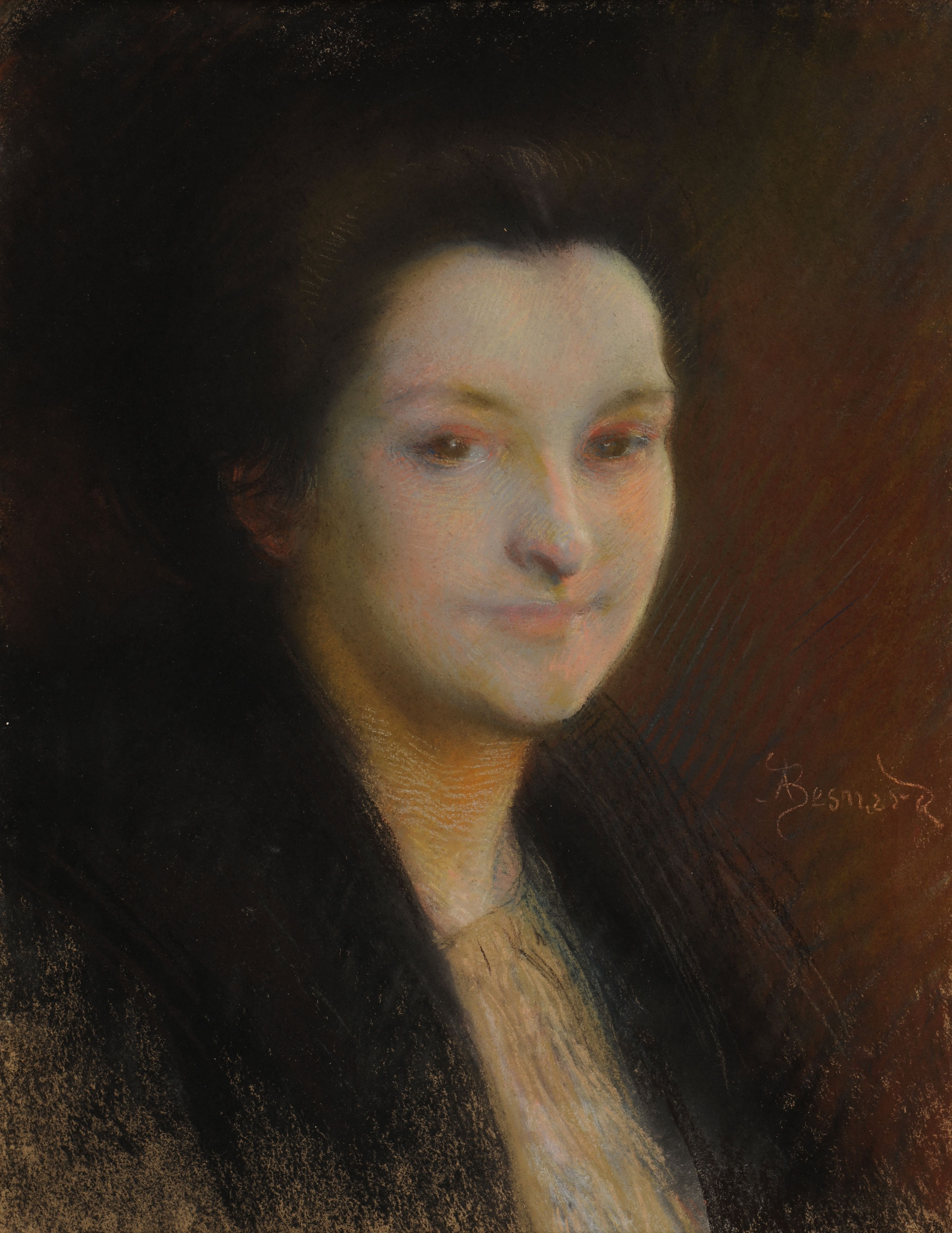
Albert Besnard, Le silence, quatrième quart du XIXe siècle, pastel et fusain sur papier. Reims, Musée des Beaux-Arts, inv. 907.19.276.
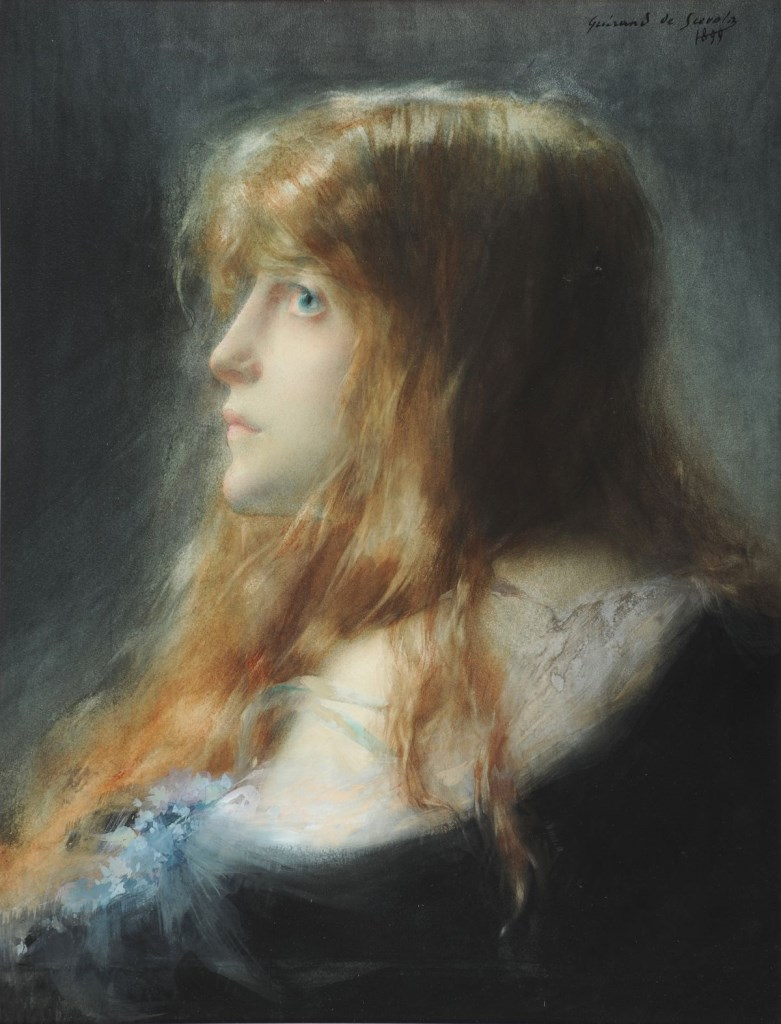
Lucien-Victor Guirand de Scévola, Stella, 1899, aquarelle et rehauts de gouache sur traits de crayon Conté, sur papier aquarelle blanc doublé, sur papier vélin greige. Reims, Musée des Beaux-Arts, inv. 907.19.303.

Il s'intéresse sur le tard à l'Impressionnisme, toutefois les toiles qu'il acquiert en 1891 et en 1902, de Claude Monet, Camille Pissarro, Alfred Sisley et Auguste Renoir demeurent des unicoms dans sa collection, contrairement à ses pairs qui font preuve d'un véritable attrait pour ce mouvement artistique sous la Troisième République. Dans la continuité, il prête attention à l’École de Pont-Aven, en achetant des œuvres de Gustave Loiseau, de Maxime Maufra et de Henry Moret qui s'illustrent par leur proximité avec l'Impressionnisme. A l'instar des expositions de Georges Petit, les artistes de ces mouvements sont représentés et soutenus au sein de la galerie Durand-Ruel. 

L'Impressionnisme (première ligne) et l'Ecole de Pont-Aven (deuxième ligne) dans la collection de Henry Vasnier
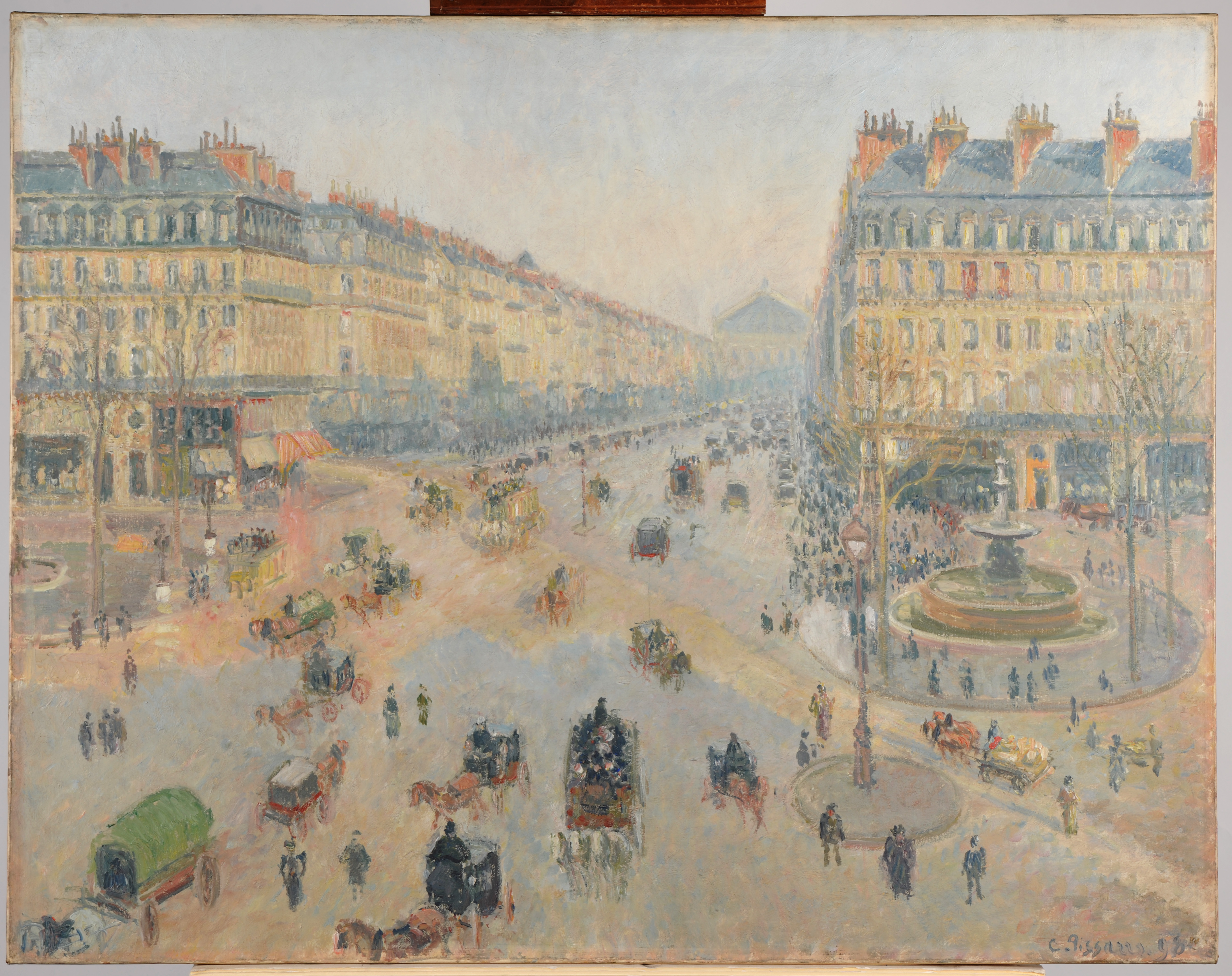
Camille Pissarro, L'Avenue de l'Opéra, 1898, huile sur toile. Reims, Musée des Beaux-Arts, inv. 907.19.209.
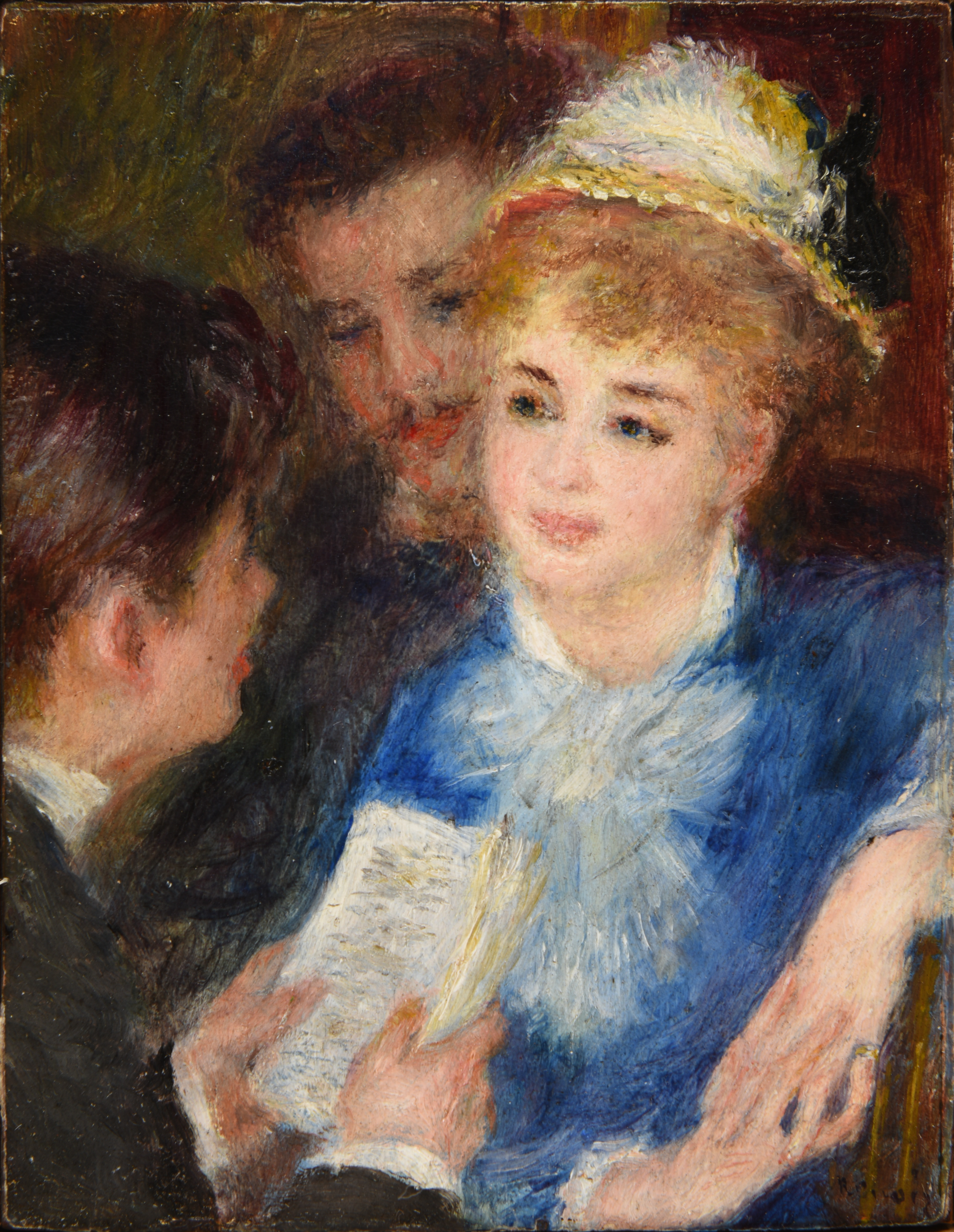
Auguste Renoir, La Lecture du rôle, vers 1876, huile sur bois. Reims, Musée des Beaux-Arts, inv. 907.19.222.
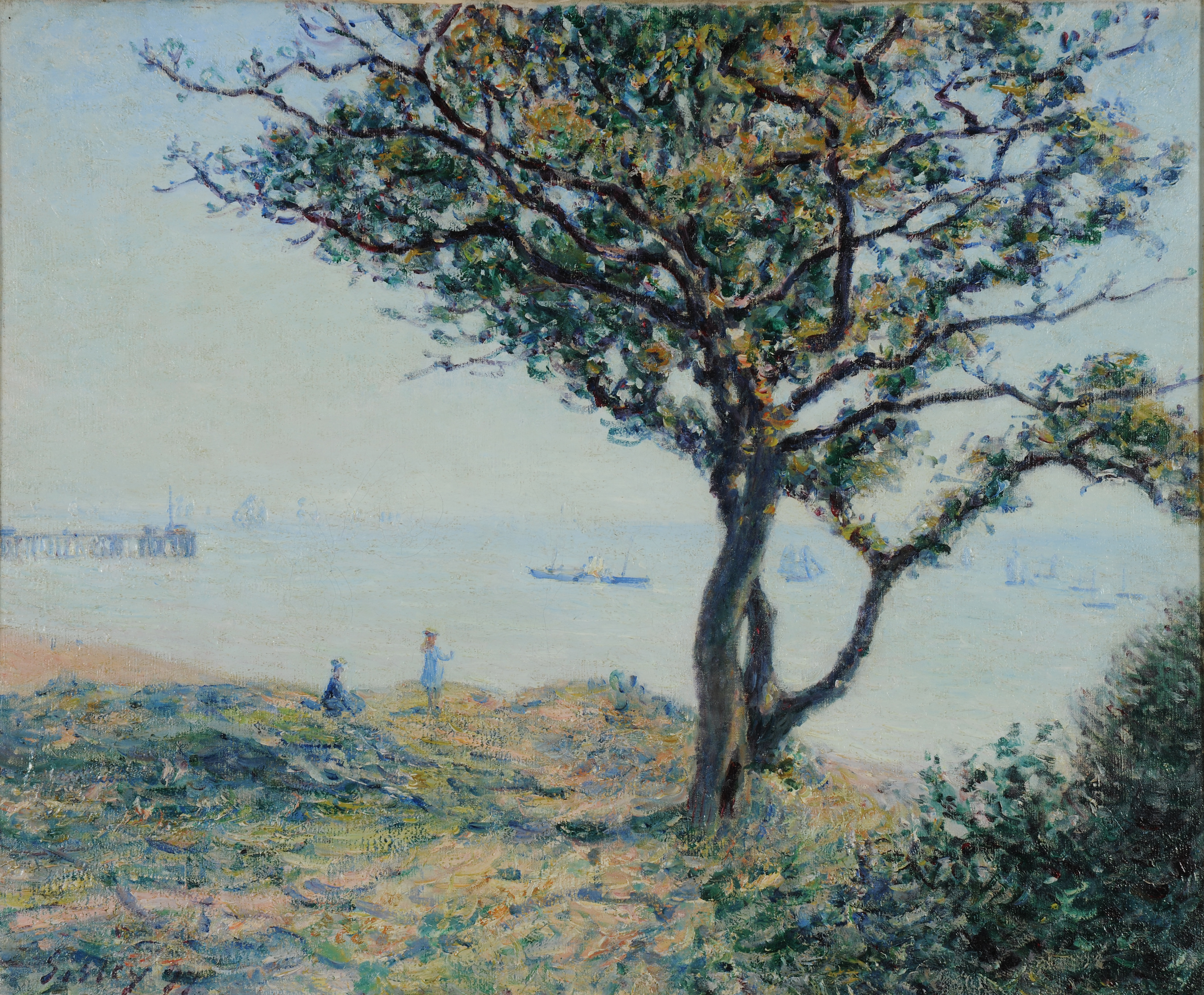
Alfred Sisley, La Rade de Cardiff, 1897, huile sur toile. Reims, Musée des Beaux-Arts, inv. 907.19.233.
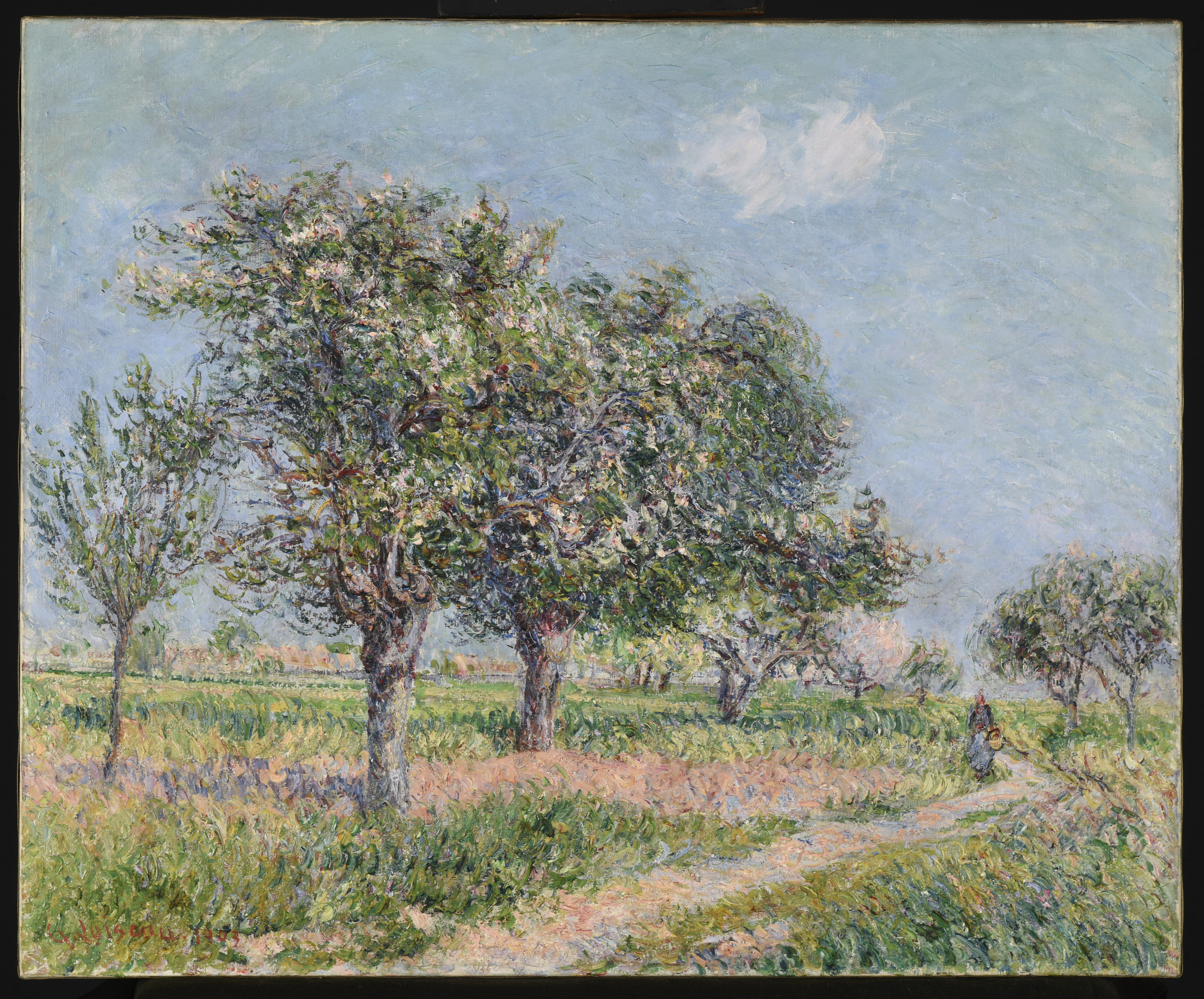
Gustave Loiseau, Pommiers en fleurs en Normandie, 1903, huile sur toile. Reims, Musée des Beaux-Arts, inv. 907.19.160.
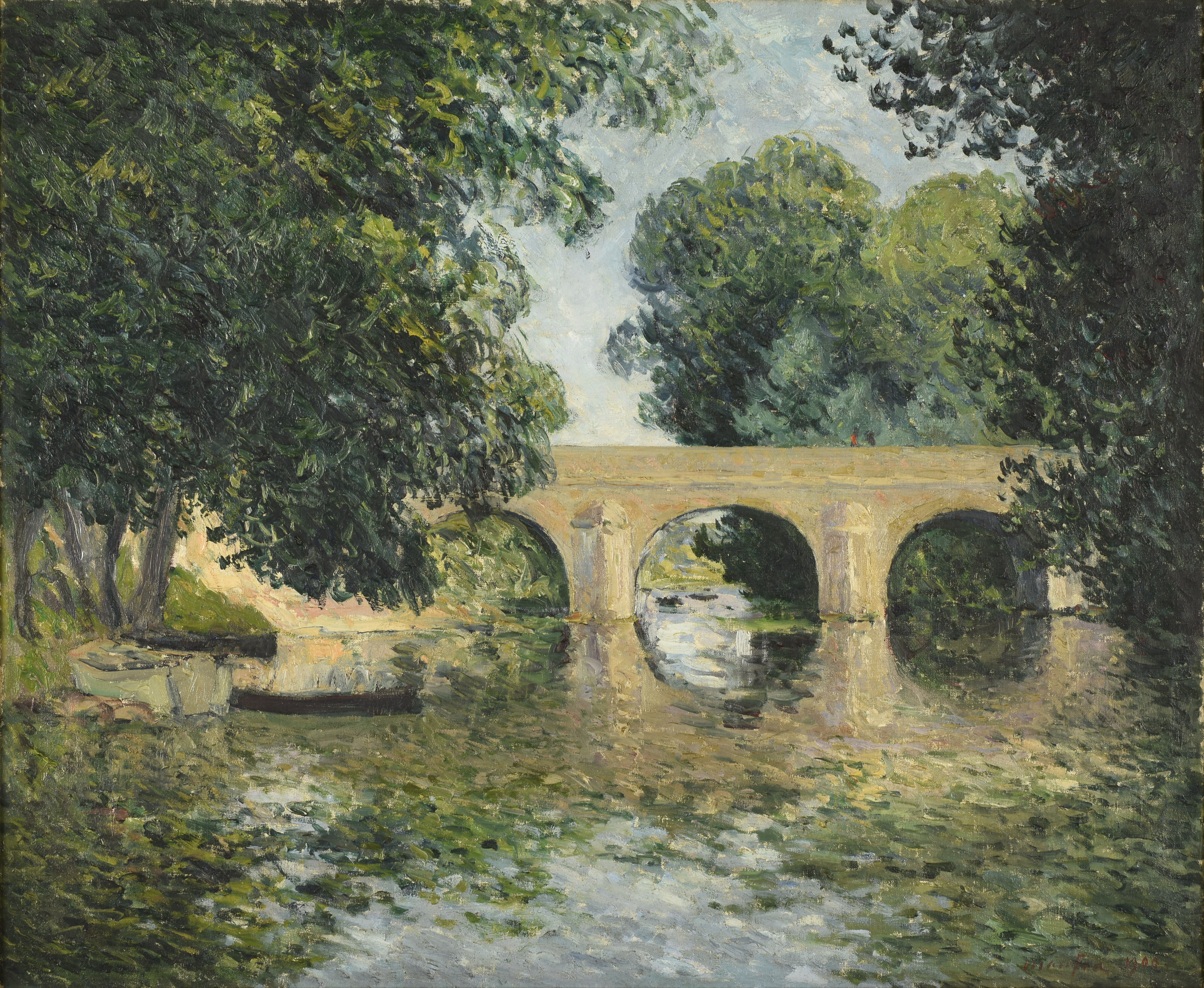
Maxime Maufra, Le pont de l'Isle-Adam ou le Vieux pont, 1900, huile sur toile. Reims, Musée des Beaux-Arts, inv. 907.19.177.
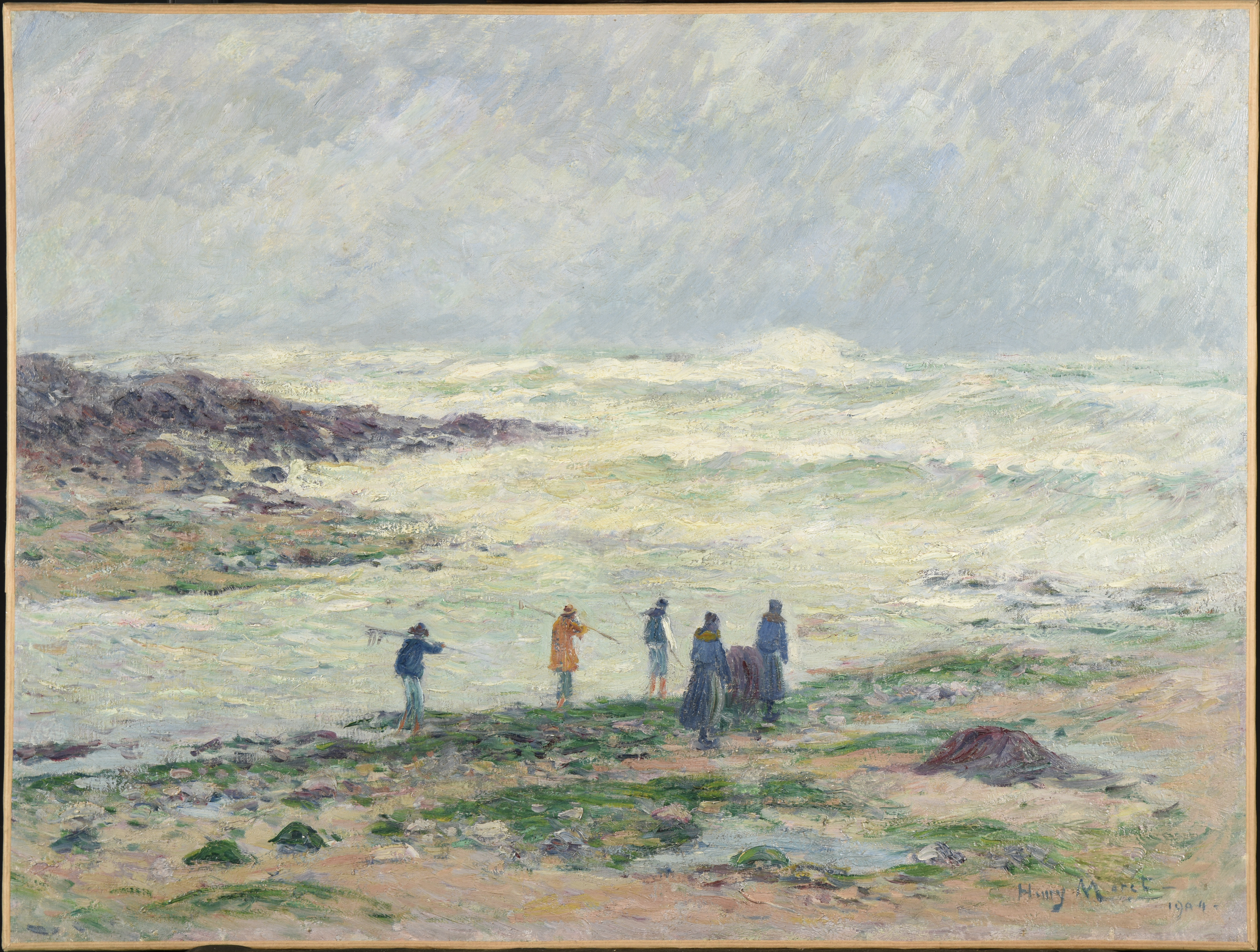
Henry Moret, Jour d'hiver, 1913, huile sur toile. Reims, Musée des Beaux-Arts, inv. 907.19.200.

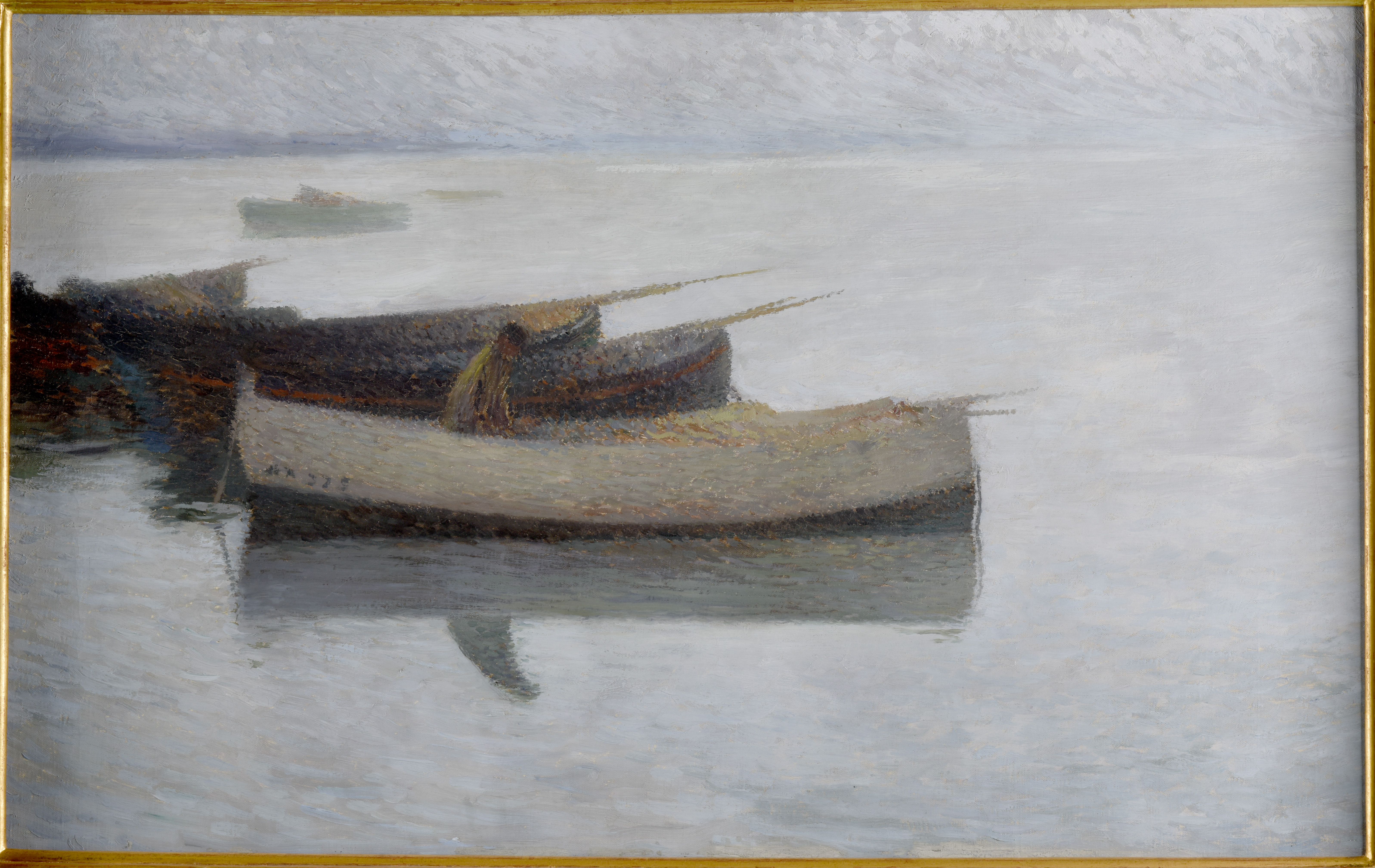
Henri Martin, Marine par temps gris, avant 1903, huile sur toile. Reims, Musée des Beaux-Arts, inv. 907.19.163.

A la fin de sa vie, Henry Vasnier montre un intérêt pour le symbolisme, privilégiant des représentations plus oniriques et moins réalistes, exprimant son nouveau goût pour le caractère éphémère et mobile de la nature, du ciel et de l'eau. Il achète alors plusieurs œuvres attribuées à Charles Cottet et Henri Martin et dans une moindre mesure à Henri Fantin-Latour et à Pierre Puvis de Chavannes.
S'il n'avait pas été surpris par la mort, Henry Vasnier aurait souhaité poursuivre sa galerie du XIXe siècle, par une qui aurait abordé le XXe siècle, en prenant pour point de départ les avant-gardes des années 1875, notamment les Impressionnistes, dont les œuvres avaient déjà atteint les collections muséales.

#### Au carrefour des médiums: le portrait et la grâce féminine

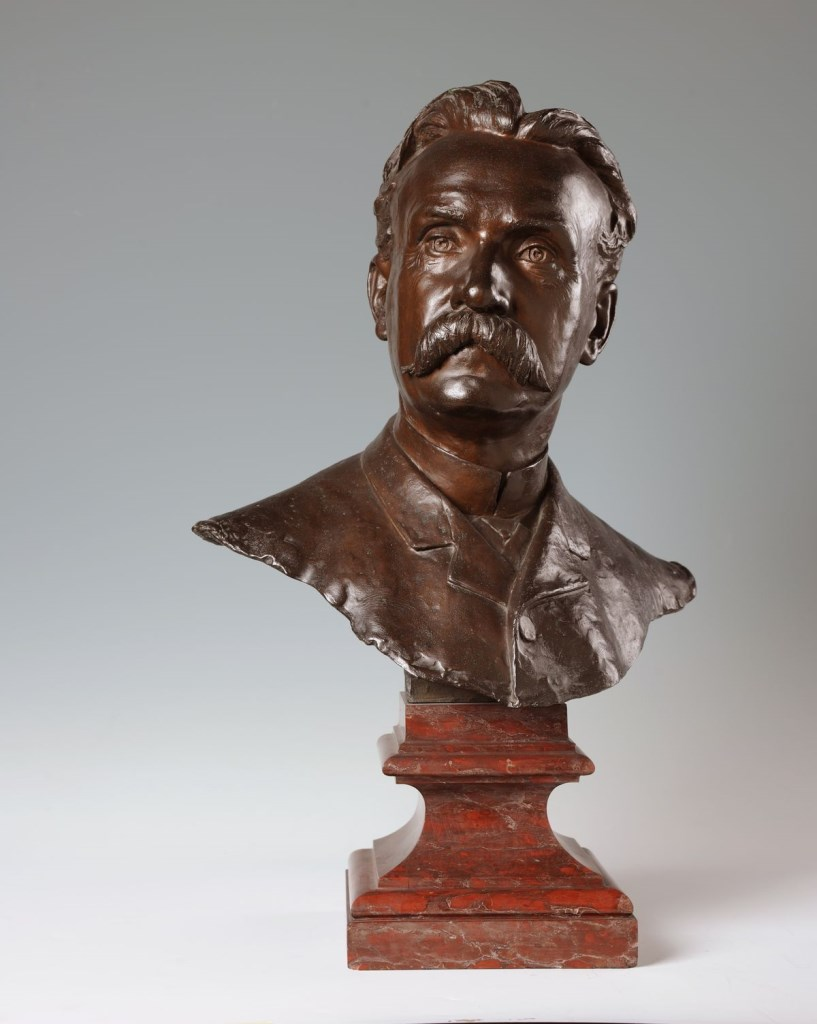
Léon Chavalliaud, Henry Vasnier, 1886, bronze (buste) et marbre rouge (socle). Reims, Musée des Beaux-Arts, inv. 907.19.377.

Certains attraits de Henry Vasnier se reflètent dans la peinture, dans les arts graphiques, dans la sculpture et dans les objets d'art. C'est notamment le cas du portrait et des représentations de la grâce féminine. 

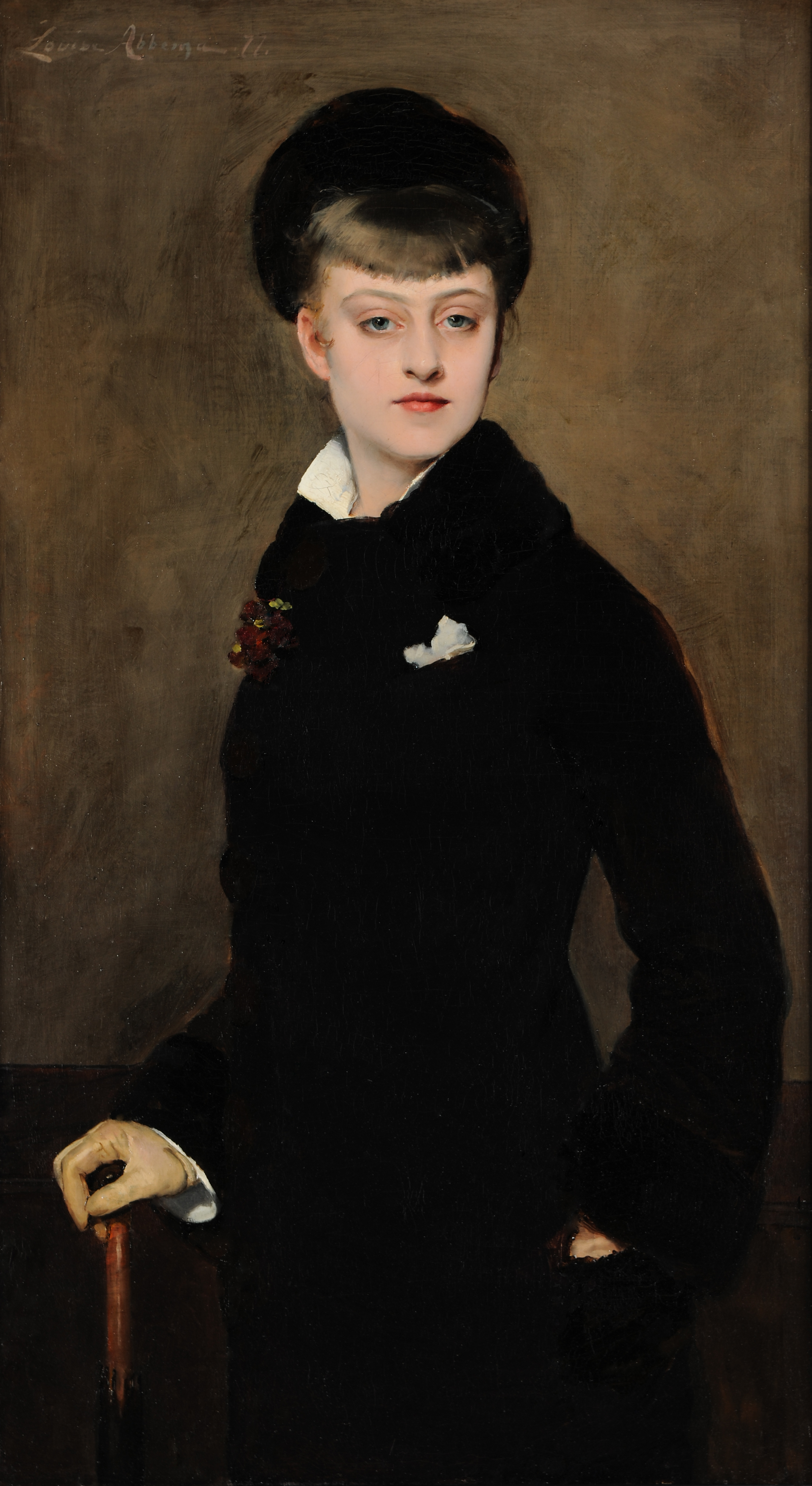
Louise Abbéma, Renée Delmas, L'Hiver, 1877, huile sur toile. Reims, Musée des Beaux-Arts, inv. 907.19.2.

Le genre du portrait est particulièrement bien représenté dans sa collection, notamment les siens et ceux de ses proches. Plusieurs supports le dépeignent vêtu d'un habit de chasse, notamment un bronze et un plâtre réalisés par son amie Madame Prévost, vers 1895 et un pastel de Charles Léandre, daté de 1902. Il est aussi immortalisé en buste, en bronze, par Léon Chavalliaud, en 1886. Les représentations de ses amis figurent également en bonne place, à ses côtés, comme le prouvent le buste de marbre de Madame Pommery datant de 1886 et celui de bronze de Ernest Hubinet daté de 1895, réalisés tous deux par Léon Chavalliaud.
Autre topos de sa collection, Henry Vasnier présente une préférence pour les illustrations de la grâce féminine. Le collectionneur porte un intérêt particulier au regard de ces héroïnes, comme le prouve l'aquarelle représentant l'allégorie du Jour réalisée par Antoine Calbet, avant 1906. Le portrait de Renée Delmas, L'Hiver dû à Louise Abbéma montre, quant à lui, son goût pour le raffinement de leur tenue. Mais le négociant en vin de champagne est aussi sensible à la sensualité de leur silhouette cherchant la volupté des nus, ce qui s'observe dans la cire illustrant l'allégorie de La Nuit de Henri Vernhes et sur le plat en étain présentant l'Etoile du matin produit par Auguste Ledru, vers 1894.

#### SculpturesetObjets d'art

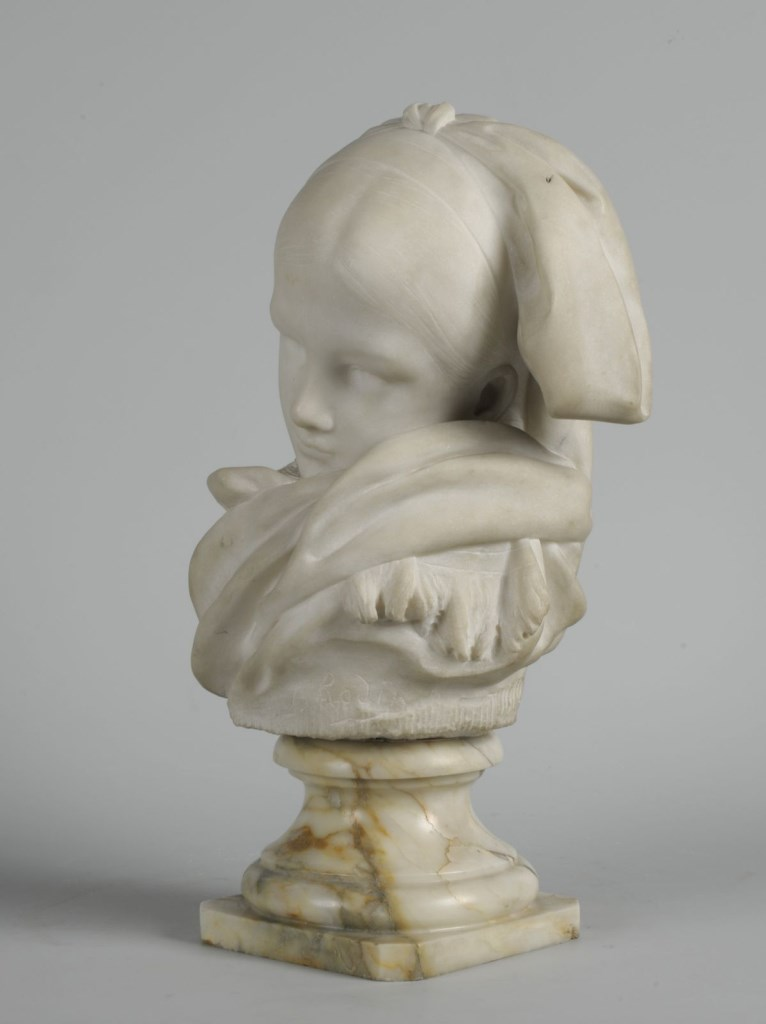
Auguste Rodin, Jeune Alsacienne, vers 1871-1878, marbre blanc. Reims, Musée des Beaux-Arts, inv. 907.19.399.

Bien que les sculptures et les objets d'art de son fonds présentent, pour certains, de prestigieuses signatures, ils illustrent davantage des productions mineures. Toutefois, il veille à ne pas faire d'impairs en sélectionnant des pièces à la datation proche de celles de ses peintures et de ses arts graphiques.
Sa collection compte 35 sculptures et quelques figurines. Elle illustre un large panel de matériaux, allant du marbre au bronze, en passant par la terre cuite, le biscuit, la pierre dure et le grès. Ses artefacts sont réalisés par les plus grands noms, notamment Auguste Rodin, Antoine-Louis Barye, Ernest Meissonnier, Jules Dalou et Alexandre Falguière, mais également par des artistes locaux tel que René de Saint-Marceau, sculpteur rémois.

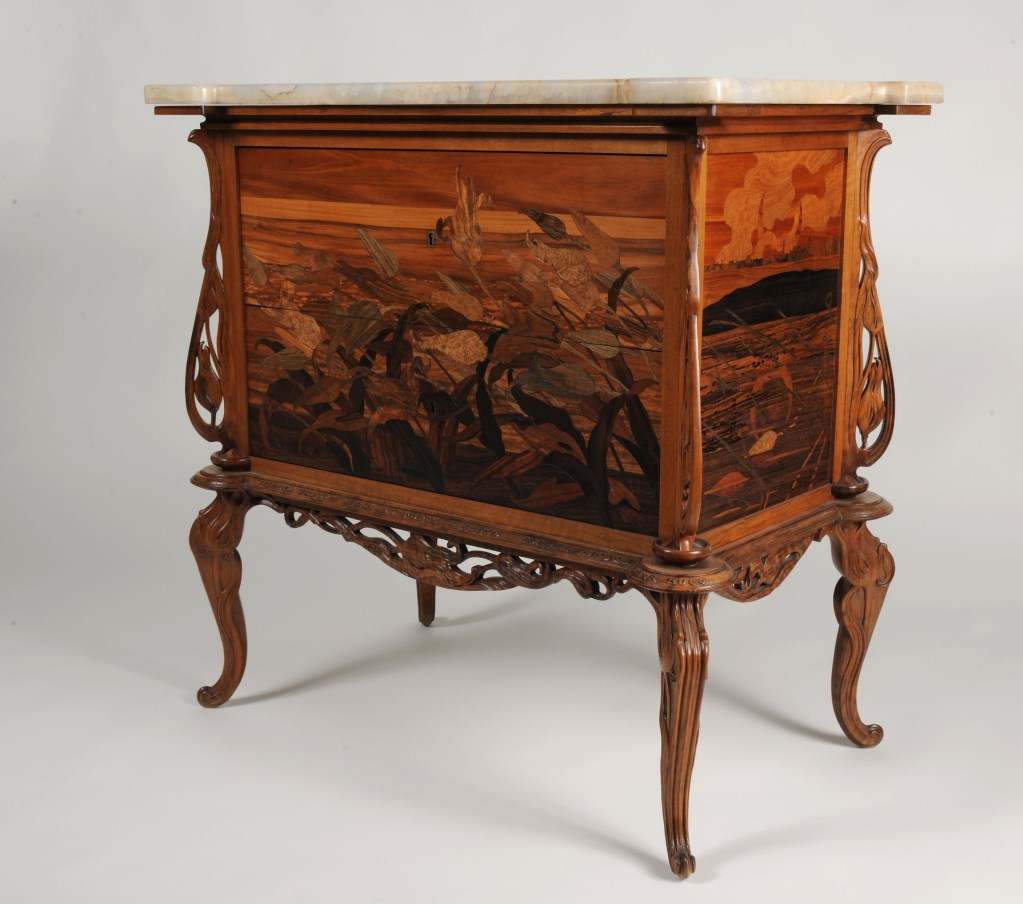
Emile Gallé, Le Champ du sang, vers 1900, noyer de Turquie, marqueterie de bois variés et onyx. Reims, Musée des Beaux-Arts, inv. 907.19.587.

Son fonds d'objets d'art, quant à lui, se compose de 175 pièces et sept meubles. Ils sont majoritairement réalisés en étain, en verre, en émail, en céramique et en bois. Il achète ces œuvres auprès d'artistes contemporains plus ou moins prestigieux. Si Émile Gallé a sa préférence, ses productions se trouvent parmi celles de Antonin Daum, de Albert Louis Dammouse, de Ernest Chaplet, de Etienne Moreau-Nélaton et de Jules Brateau. Henry Vasnier, mécène de Emile Gallé, lui commande toutefois une salle à manger, en 1891, composée notamment d'une Table aux herbes potagères et d'un dressoir Chemin d'automne. Reconnu comme prestigieux dès son époque de création, l'ensemble a été exposé au Salon de la Société nationale des beaux-arts en 1892 et 1893. Grâce à ses acquisitions, il présente une nouvelle facette de son collectionnisme, soutenant l'art nouveau.

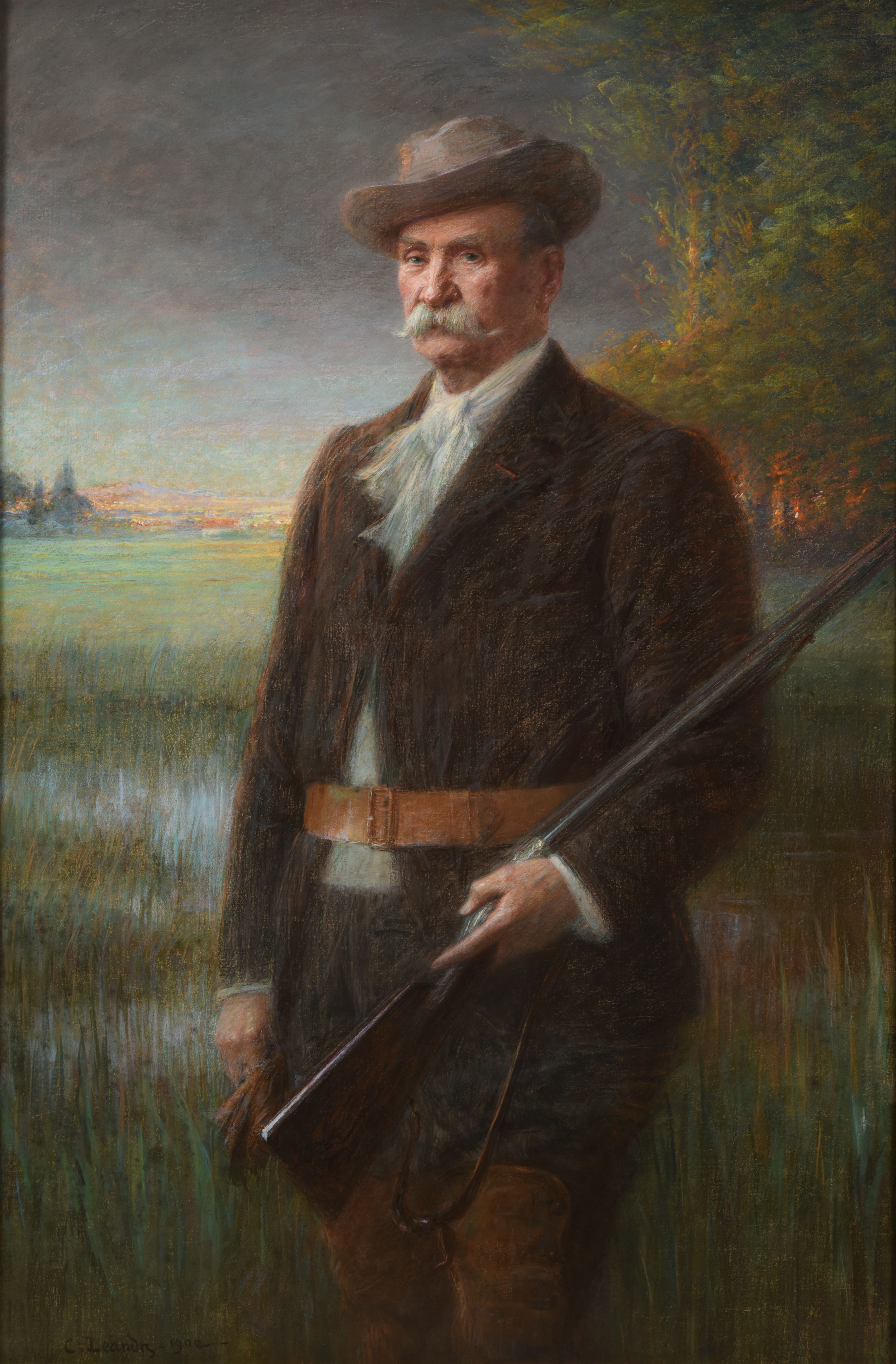
Charles Léandre, Henry Vasnier en tenue de chasse, 1902, pastel sur toile. Reims, Musée des Beaux-Arts, inv. 907.19.314.

#### Textiles et Armes
Henry Vasnier montre intérêt certains pour les tapis d'Orient, dont une trentaine est répertoriée dans sa collection.
Le négociant en vin de champagne est aussi le propriétaire d'un fonds d'armes conséquent, allant de celles de chasse et de tir modernes, accompagnées par leurs accessoires, à celles anciennes, notamment des épées, des dagues, des arquebuses, un fusil russe de chasse datant de 1750 et des sabres et des poignards japonais.

## GaleriedeHenry Vasnier
Avant de créer sa propre galerie d'art, Henry Vasnier entrepose ses acquisitions dans son appartement de la rue Vauthier-le-Noir. Il entreprend de la faire construire en 1890. Elle est située dans l'hôtel particulier qu'il loue à Mademoiselle Constance Lallier, au 72, boulevard Lundy à Reims, résidence plus à même de refléter sa place dans la société. 

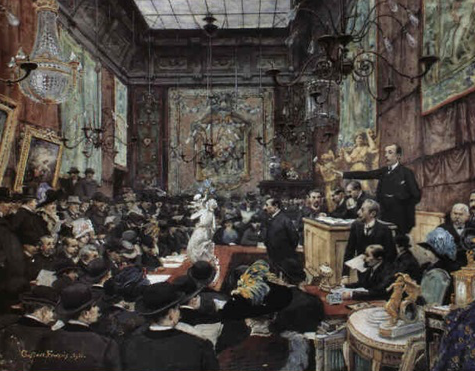
Gustave François, Vente aux enchères au sein de la galerie Georges Petit à Paris, 1911, aquarelle.

Reconnaissant envers sa famille et ses amis qui contribuent à son succès, il leur rend hommage dans son "petit musée" privé, à l'atmosphère intimiste, en disposant des portraits les représentant.
Le négociant en vin de champagne la façonne à l'image de la célèbre galerie de Georges Petit, à Paris, tout en ayant recours aux techniques muséographiques innovantes de l'époque qu'il maîtrise. La galerie parisienne, installée rue de Sèze depuis 1882, se caractérise par son décor librement inspiré de l'Opéra Garnier où les œuvres, peintures comme arts graphiques, sont mises en valeur dans des cadres moulurés imposants.

En son temps déjà, la galerie de Henry Vasnier suscite l'émerveillement de ses contemporains. 
"On remonte en voiture, on fait le tour de la ville par les Boulevards, et l'on s'arrête devant un hôtel. M.Vasnier, directeur de la Maison Veuve Pommery, qui nous avait reçus il y avait un instant aux caves, nous fait les honneurs d'un musée très remarquable qu'il a formé. L’œil se recrée en admirant les Delacroix, les Ziem, les Daubigny, les Friant, les Monet, etc. C'est le feu d'artifice à la fin de la belle journée." - Monsieur le Prince Alain de Polignac, Congrès des Architectes français, juin 1896. 

### Agencement
La galerie de Henry Vasnier, en forme de T, se compose d'une vaste salle rectangulaire et d'un petit salon ovale. L'ensemble est illuminé par un éclairage zénithal indirect dû à la grande verrière qui le recouvre. Cette lumière naturelle est complétée grâce à la lumière artificielle fournie par les rampes d'éclairage à la base de la verrière, les lustres descendant du plafond et les lampadaires marquant le centre de la pièce. De soyeuses tentures de couleur rouge tapissent les murs, quand de magnifiques tapis d'Orient recouvrent les sols.

Tel un écrin pour ses œuvres, Henry Vasnier agence sa galerie selon des logiques distinctes. Les tableaux et les dessins à touche touche ornent les 88 mètres de cimaise tandis que les sculptures et les objets d'art décorent le centre des deux salles (sur des sellettes et dans des vitrines) et la tablette de la cheminée, à l'instar de bibelots. Chaque médium trouve ainsi sa place dans le propos d'ensemble pensé par le collectionneur au sein d'un décor fin de siècle. 

Agencement de la galerie Henry Vasnier
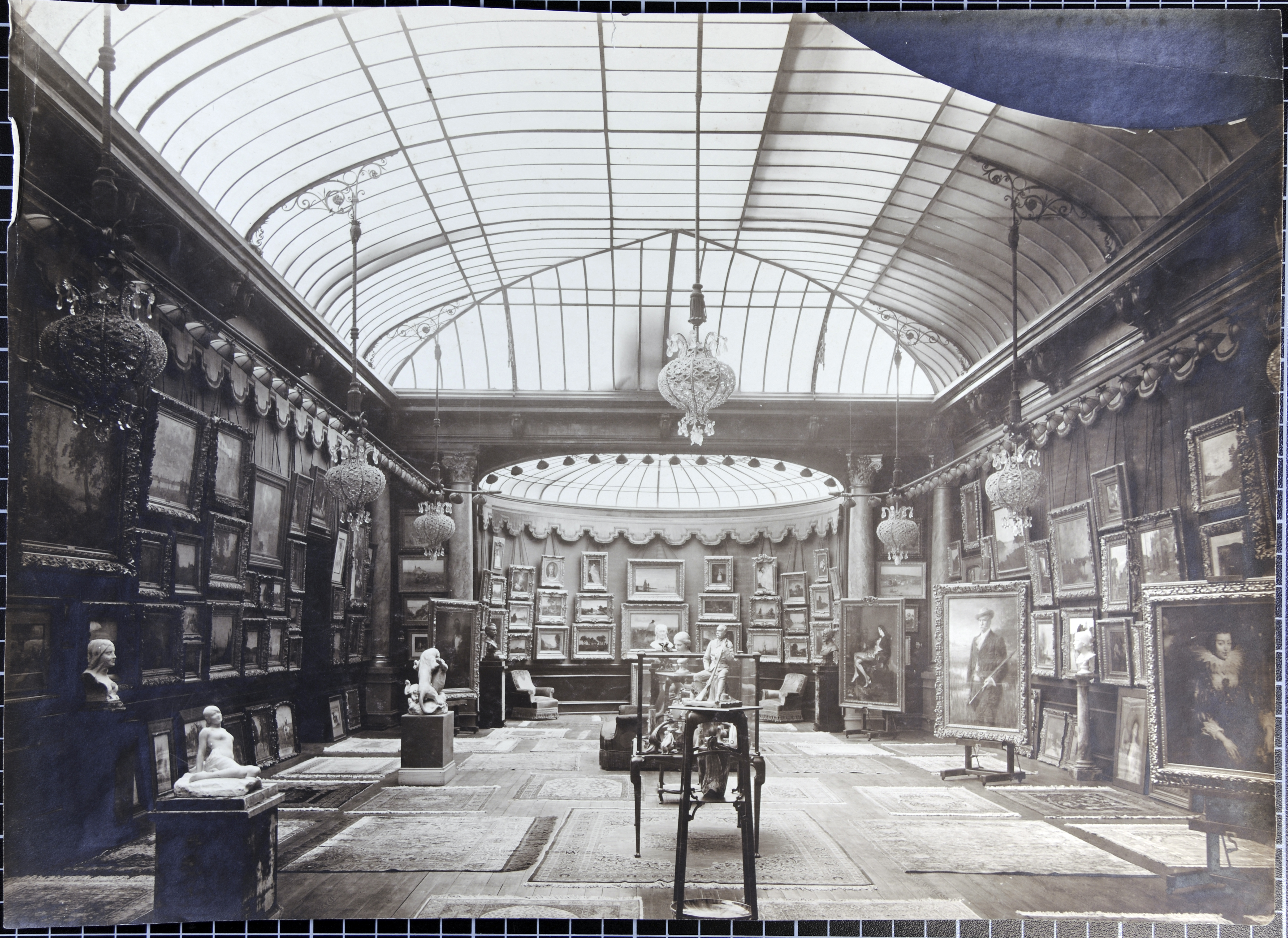
Vue d'ensemble d'une salle, Galerie Henry Vasnier (Reims), vers 1910, photographie de Boissonnas et Neumayer. Reims, Archives du Musée des Beaux-Arts.
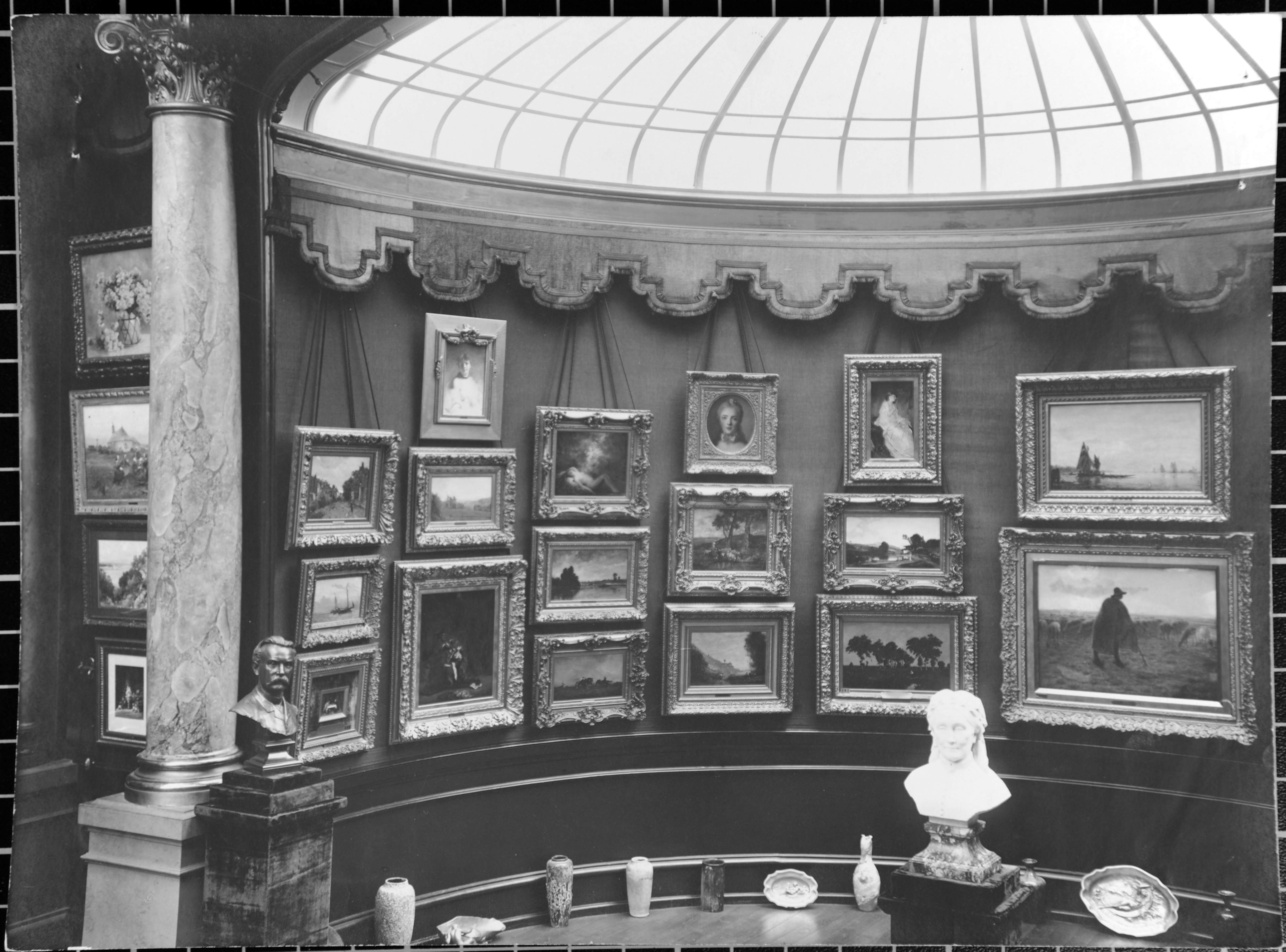
Détail de la rotonde n°1, Galerie Henry Vasnier (Reims), vers 1910, photographie de Boissonnas et Neumayer. Reims, Archives du Musée des Beaux-Arts.
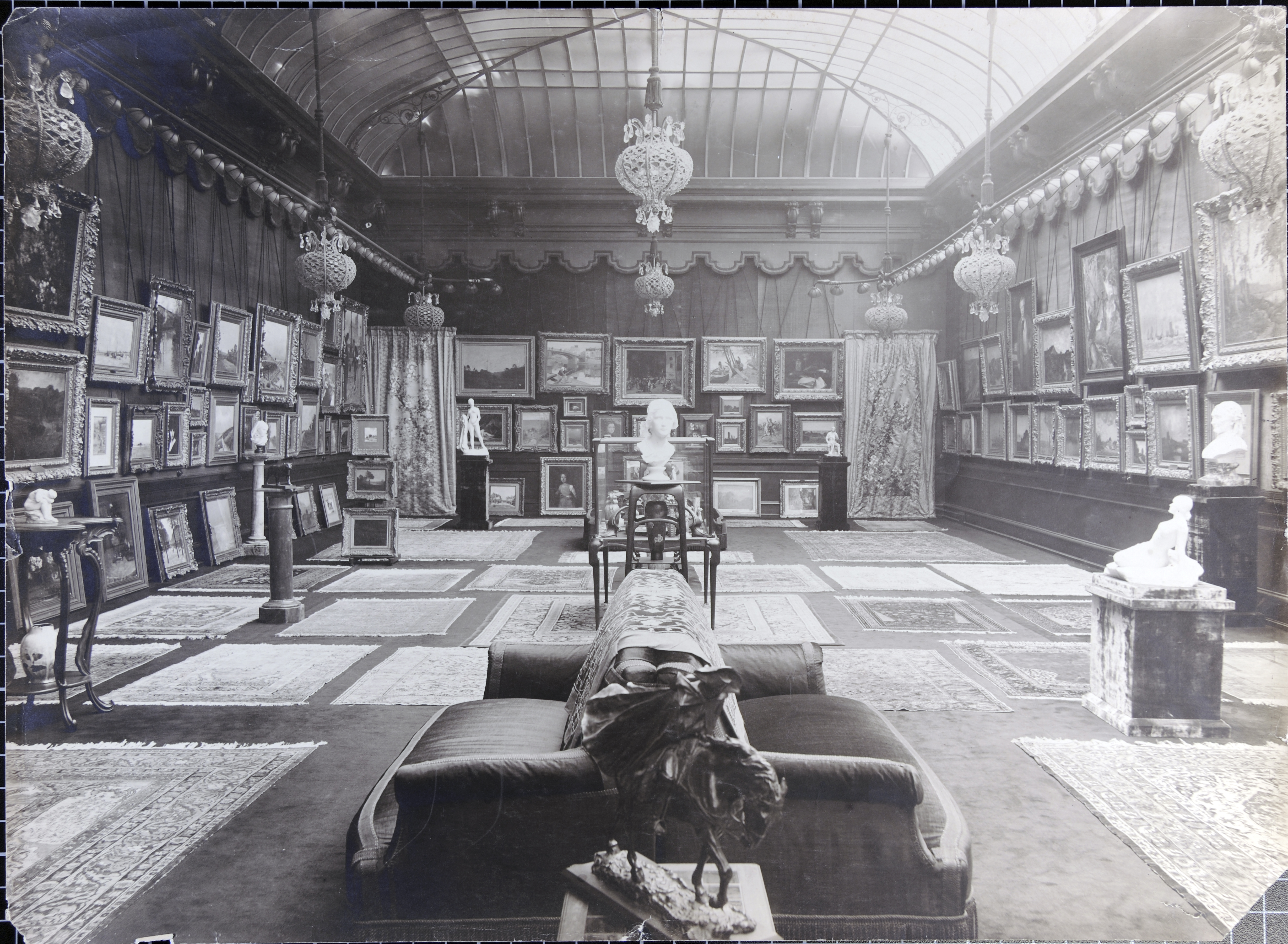
Vue d'ensemble d'une salle, Galerie Henry Vasnier (Reims), vers 1910, photographie de Boissonnas et Neumayer. Reims, Archives du Musée des Beaux-Arts.
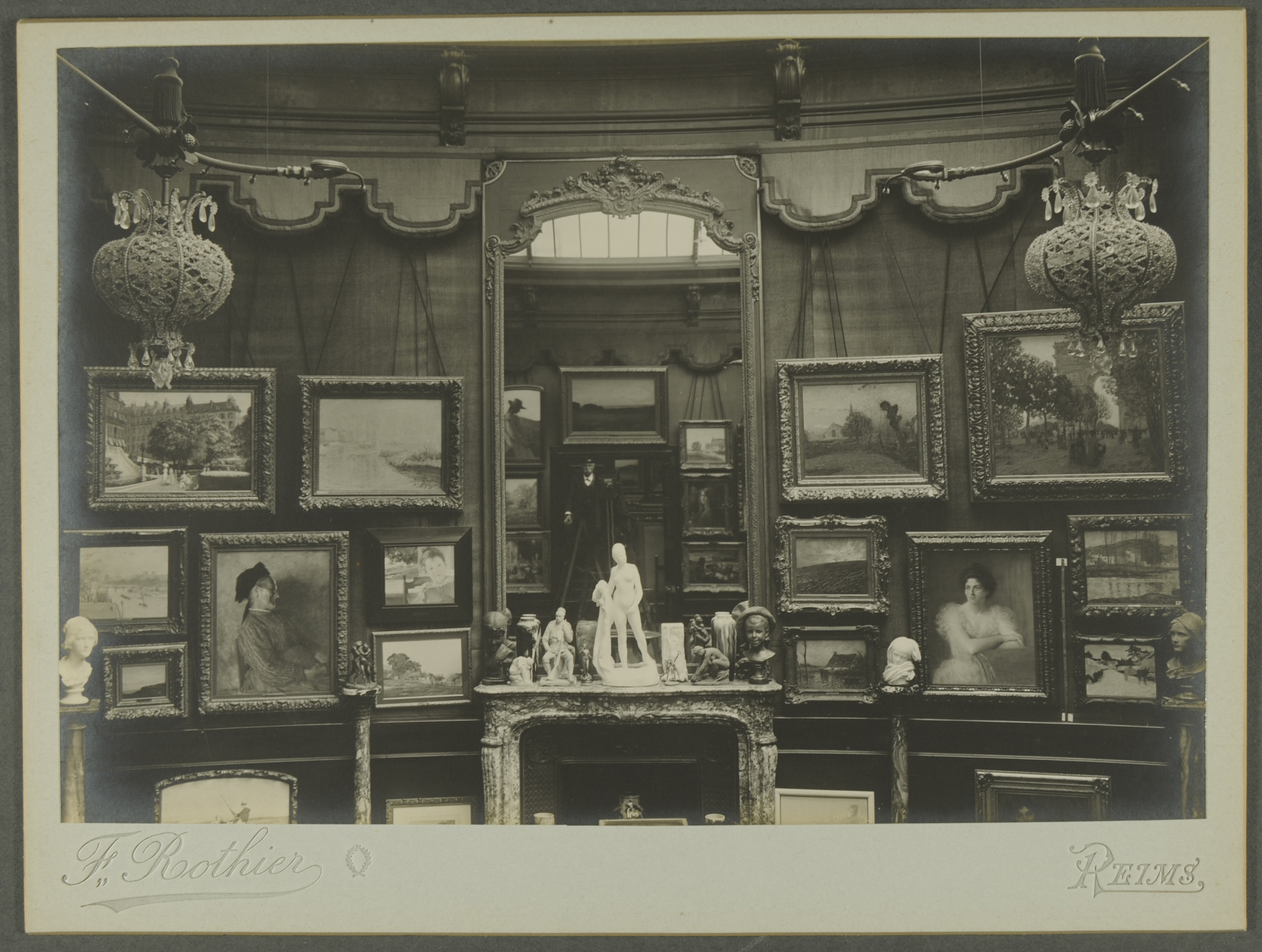
Détail d'une cimaise, Galerie Henry Vasnier (Reims), vers 1910, photographie de F. Rothier. Reims, Archives du Musée des Beaux-Arts.
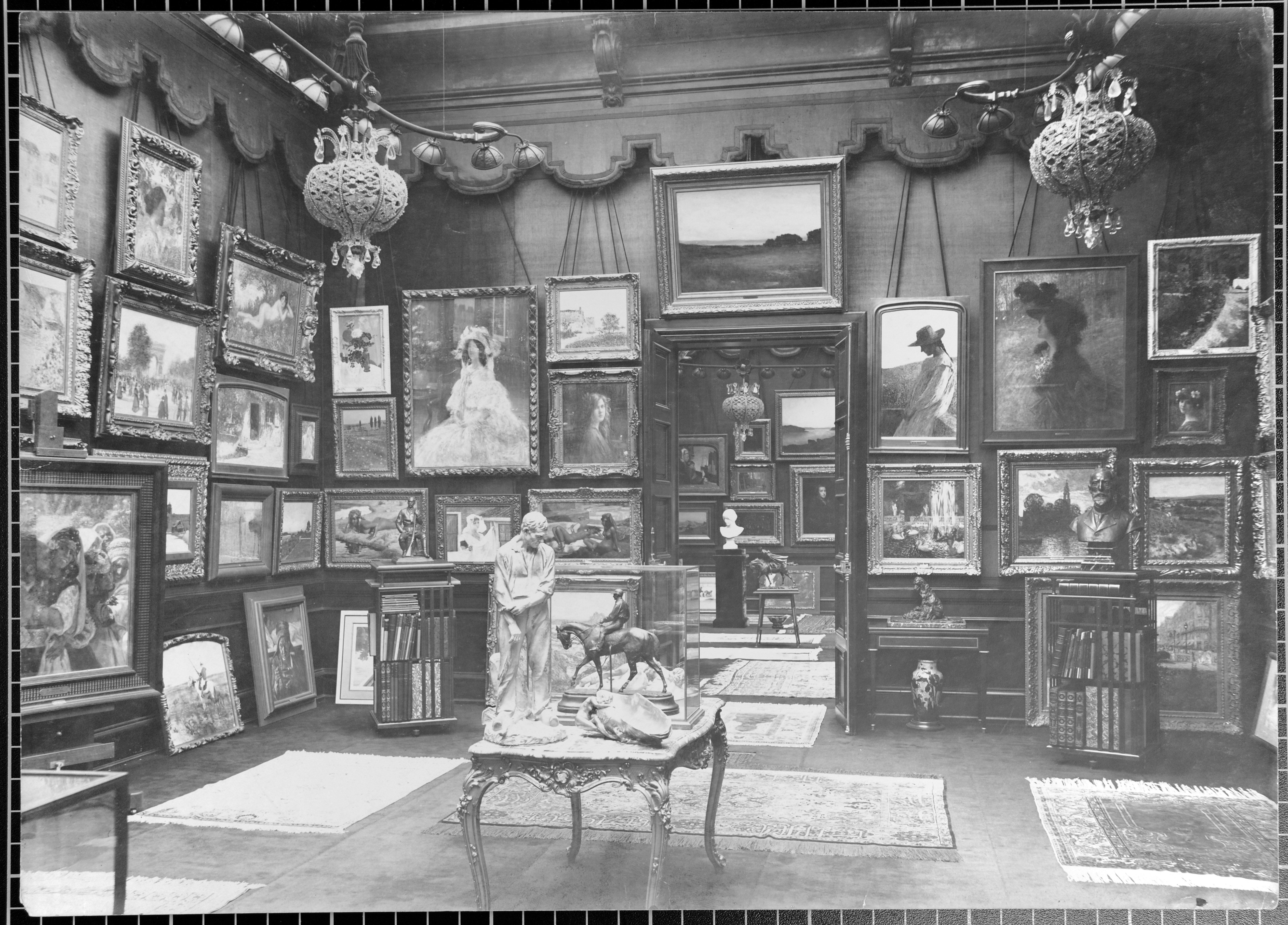
Détail d'une salle, Galerie Henry Vasnier (Reims), vers 1910, photographie de Boissonnas et Neumayer. Reims, Archives du Musée des Beaux-Arts.
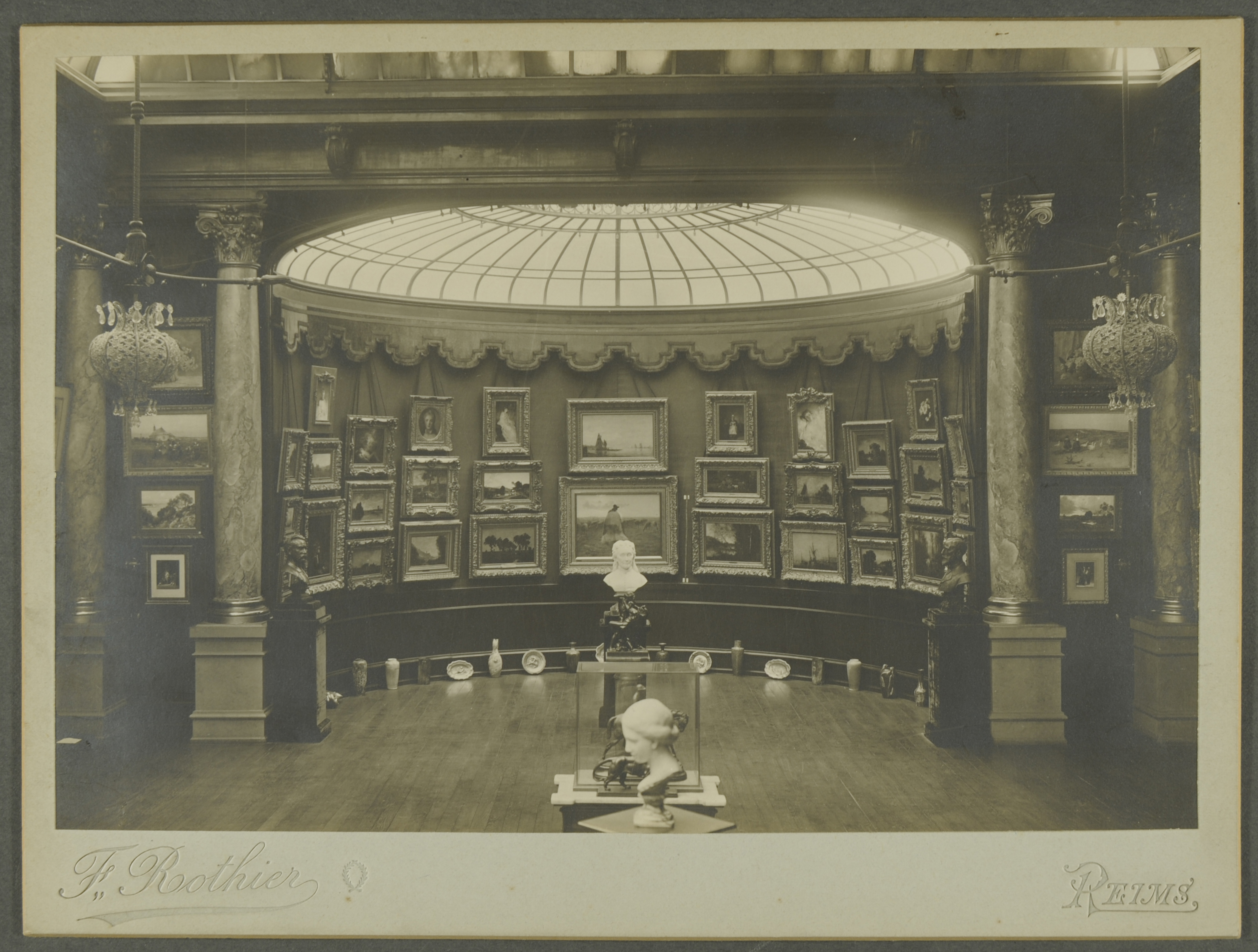
Vue d'ensemble de la rotonde n°1, Galerie Henry Vasnier (Reims), vers 1910, photographie de F. Rothier. Reims, Archives du Musée des Beaux-Arts.

En 1890, l'espace de la galerie semble trop imposant au regard du nombre d’œuvres de la collection, mais il devient malgré tout rapidement trop petit. Ses fonds envahissent alors les autres pièces de son hôtel particulier, les bureaux des caves Pommery et même son pavillon de chasse à Prunay.

## Legsde la collection aumusée des Beaux-Arts de Reims
A sa mort en 1907, Henry Vasnier lègue son importante collection composée de 593 œuvres à la ville de Reims, conformément aux dispositions qu'il indique dans son testament du 25 janvier 1906. Elle est estimée par Georges Petit à 1 500 000 francs-or. Son exécuteur testamentaire est Monsieur Heuman.
Afin d'être sûr que le musée des Beaux-Arts de Reims accepterait ses collections, il propose de les léguer au musée du Louvre et en cas de refus de ce dernier, au musée du Luxembourg. En effet, l'institution patrimoniale rémoise n'aurait jamais approuvé qu'un legs si important rejoigne la capitale et favorise ainsi sa suprématie alors qu'il était à l'origine conservé en territoire champenois.
Ses détracteurs rémois y voit une ultime volonté de s'imposer outre tombe. En réalité, sa démarche s'inscrit dans le prolongement de sa volonté, exprimée de son vivant, de donner sa collection à la ville de Reims, ce qui constitue ainsi un précédent en province. Par ce biais, il entend disposer ses œuvres à sa convenance. Il souhaite même aller plus loin, en proposant à la commune de bâtir un nouveau musée, à ses frais, qui pourrait mettre en valeur ses œuvres ainsi que la collection rémoise. Il ambitionne de montrer qu'il est possible de concurrencer la capitale en province. Mais ce projet n'aboutit pas.

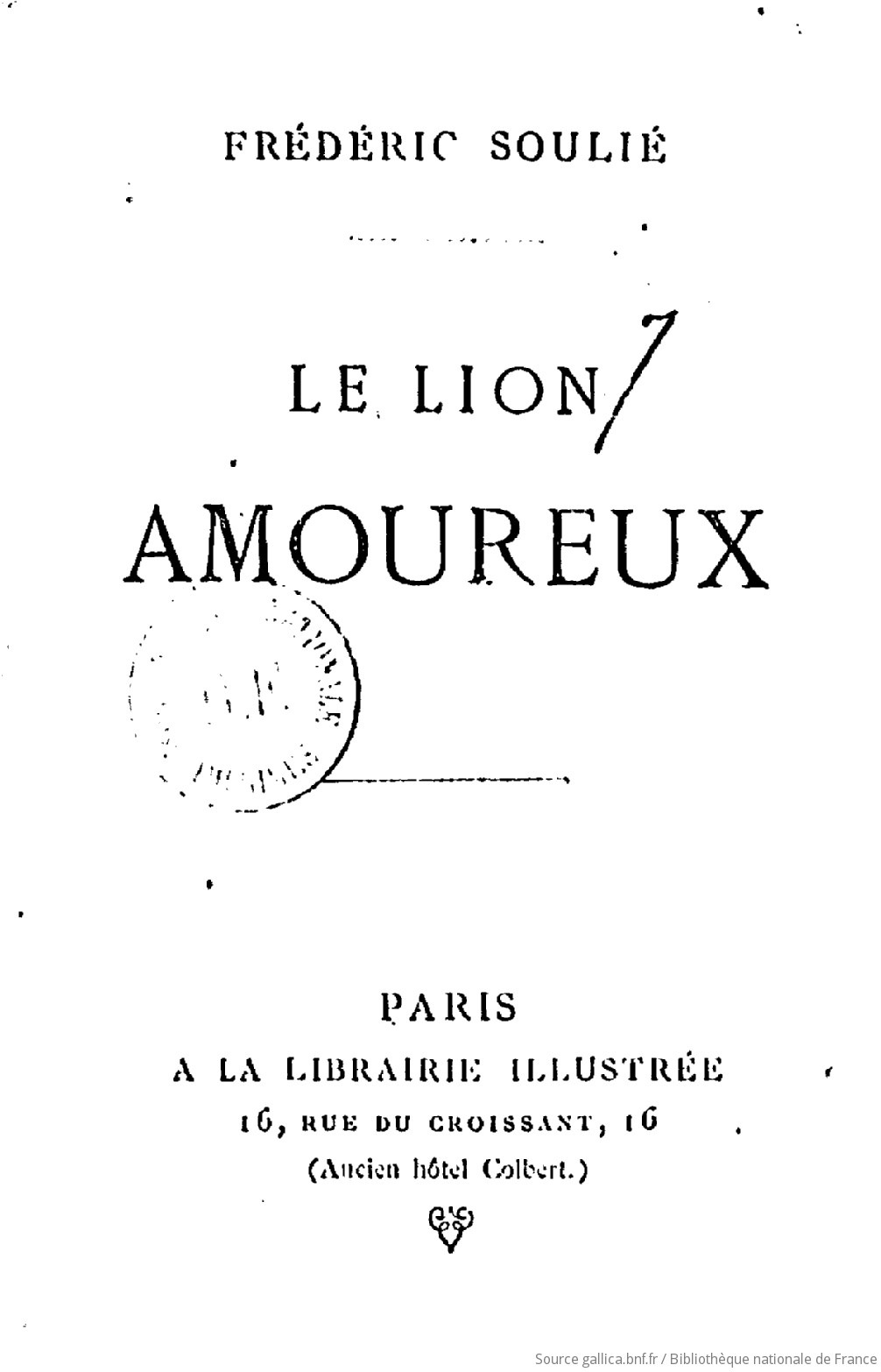
Frédéric Soulié, Page de titre du livre "Le lion amoureux", 1876, Librairie illustrée (Paris). Paris, Bibliothèque nationale de France.

### Composition dulegs
Le legs effectué par Henry Vasnier à la ville de Reims compte 593 œuvres composées de 362 peintures, pastels, aquarelles et dessins ; 175 objets d'arts ; 35 sculptures ; 7 meubles ; 3 estampes. Parmi ces artefacts se trouvent également 11 livres, aux histoires rococo, comme Le lion amoureux de Frédéric Soulié ou plus classiques, telles que les Fables de Jean de La Fontaine, chacun délicatement relié et illustré par des vignettes. Bien qu'initialement présents dans le legs, ces derniers ne se trouvent plus au musée des Beaux-Arts de Reims.
Les collections que le musée reçoit ne reflètent cependant pas celle de la galerie de Henry Vasnier. En effet, en 1908, ses héritiers intentent un procès contre la commune. A son terme, ses tapis d'Orient et sa salle à manger réalisée par Émile Gallé sont écartés du legs. Son fonds d'armes connu un destin un peu différent. En effet, il a légué à Louis Pommery ses armes de chasse et de tir modernes et au marquis Melchior de Polignac ses armes anciennes.
Afin d'aider l'institution patrimoniale à répondre de façon optimale à ses nombreuses conditions, il lui lègue également une somme de 100 000 francs-or.

### Conditions dulegs
Les obligations du legs formulées par Henry Vasnier dans son testament impliquent que ses volontés soient respectées en matière de présentation des œuvres après sa mort. Il conseille même à la municipalité rémoise de faire appel au personnel qualifié du musée du Louvre ou du musée du Luxembourg au besoin.
Le négociant en vin de champagne souhaite que sa collection conserve son intégrité en étant mise en valeur dans une salle dédiée à la "galerie Vasnier", à l’écart du reste des fonds du musée. De part et d'autre de cet espace doit être indiqué, sur deux plaques de marbre noir apposées à cet effet, la mention "donation Henry Vasnier" dorée et taillée en creux.
A l'instar de sa galerie, l'éclairage se doit d'être zénithal. Des conditions optimales de conservations doivent également être assurées du point de vue de l'éclairage, de l'humidité, de la chaleur - en été comme en hiver avec les calorifères - et de la sécurité - notamment concernant les risques d'incendies. Les points communs entre sa galerie et la salle en question concernent aussi son décor. Ainsi, il exprime la volonté que les murs soient tendus d'une "étoffe rouge soyeuse en panne ou en peluche". Pour compléter le tout, il souhaite que le musée recourt à un mobilier scénographique spécifique, notamment des tables de marbre comme support à la petite statuaire et aux objets d'arts, sur lesquelles est apposée la mention "donation Henry Vasnier".

Le testament de Henry Vasnier stipule que ses dispositions doivent être respectées par la ville de Reims afin que la présentation de sa collection soit immuable et ainsi prémunie de tous retraits. En effet, le collectionneur a conscience du risque encouru que le musée sélectionne uniquement ses œuvres de maître au détriment de celles à la signature moins prestigieuse ou aux sujets plus légers. Il sait que sa collection et la constitution de cette dernière diffèrent des autres ensembles du musée. En imposant de telles prérogatives, il entend ainsi protéger l'intégrité de sa collection. 

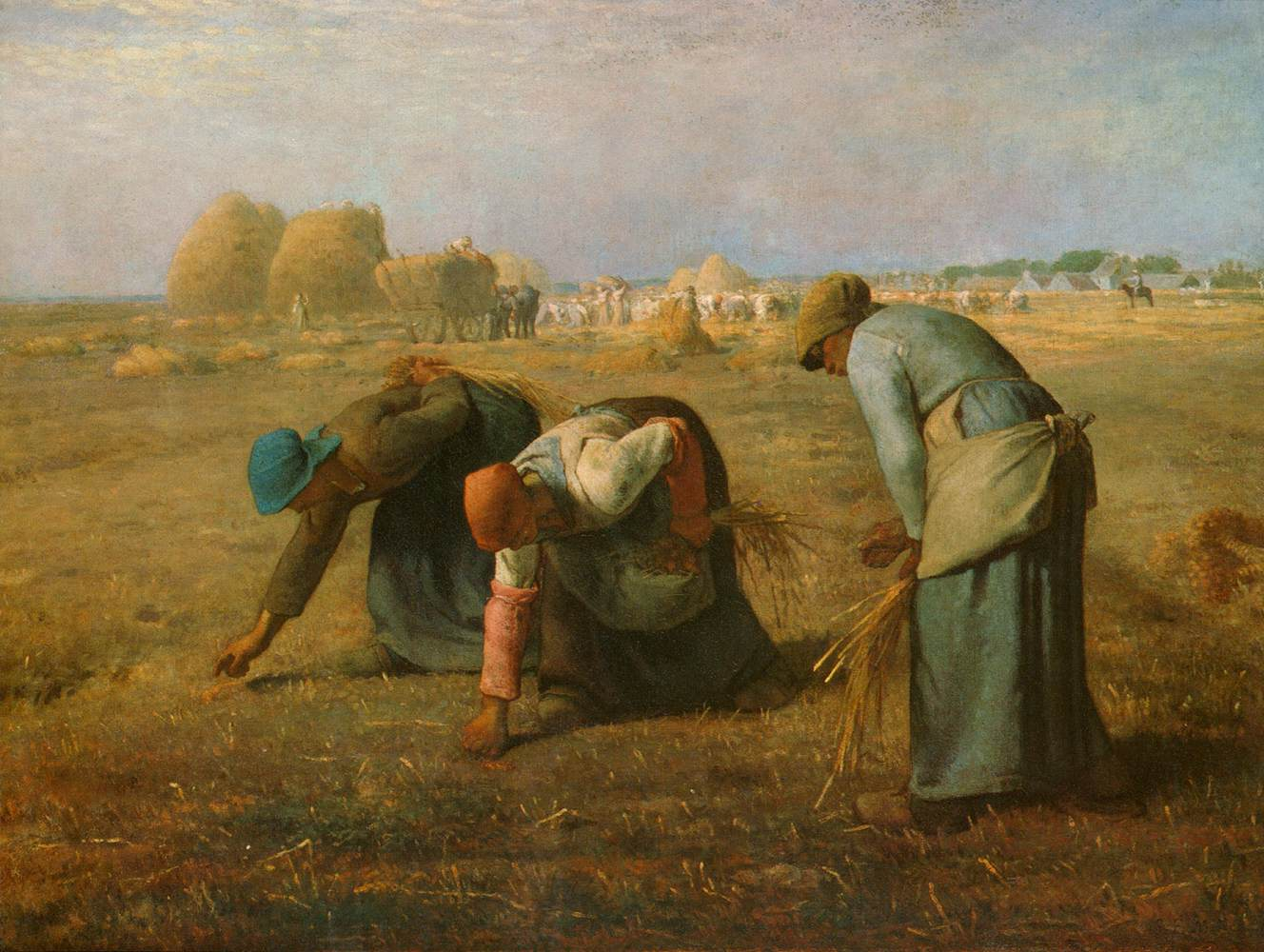
Jean-François Millet, Les Glaneuses, 1857, huile sur toile. Paris, Musée d'Orsay, RF 592.

### Impacts dulegssur lemusée des Beaux-Arts de Reims
Le savoir artistique de Henry Vasnier constitue une réelle plus-value prouvant la qualité du legs au musée des Beaux-Arts de Reims. Il démontre ses connaissances à plusieurs reprises, notamment lorsqu'il conseille madame Pommery concernant l'acquisition des Glaneuses et s'implique dans la Société des amis des arts et des musées de Reims. Son inventaire après décès prouve également qu'il possède de nombreux catalogues bibliographiques d'artistes.
La postérité du négociant en vin de champagne perdure encore de nos jours, en tant que généreux donateur ayant changé l'histoire d'un musée par l'apport de son riche fonds, à l'instar d'autres de ses contemporains.

#### Conséquences sur la composition des collections dumusée des Beaux-Arts de Reims
La collection de Henry Vasnier représente une part importante du projet scientifique et culturel du musée des Beaux-Arts de Reims, par sa diversité et la qualité des œuvres françaises datant du XIXe siècle qui la composent, mais également pour son illustration de l'histoire du goût.
Certaines œuvres léguées par Henry Vasnier s'inscrivent dans la continuité de la politique d'acquisition mise en place par le musée depuis plusieurs années. De fait, il est à même de présenter le travail d'artistes via certains de leurs chefs-d’œuvre. Toutefois les doublons, révélateur du goût du collectionneur, sont inévitables. Par sa contribution, le négociant en vin de champagne apporte 132 peintures venues compléter les 95 déjà en la possession du musée, qui sont dues à 31 artistes. Force est donc de constater que nombre d'entre eux se voient représenter à de multiples reprises. Loin d'être un désavantage, ce phénomène lu permet d'exposer différentes réalisations illustrant la carrière d'un même artiste. L’École de Barbizon est représentée presque intégralement.
Mais le legs permet également de faire entrer au musée des Beaux-Arts de Reims quelque 84 artistes contemporains, non représentés dans les collections auparavant, par le biais de 173 huiles sur toile, pastels et aquarelles. Là encore, le fonds ayant été constitué selon les préférences de Henry Vasnier, l'apport est inégal. En 1907, le musée reçoit donc des œuvres appartenant à des courants artistiques jusque-là peu présents ou absents, allant de l'Impressionnisme et leurs suiveurs au Réalisme, en passant par l'Idéalisme. Via l’apport d’œuvres impressionnistes, le legs donne l’occasion au musée d’exposer une avant-garde. Il prouve ainsi sa capacité à préserver et à présenter les mouvements artistiques les plus récents. Certains types de sujets sont plus illustrés, tels que la grâce féminine, les scènes frivoles ou les personnages décoratifs. Enfin, ne faisant que peu de distinction lors de la constitution de sa collection entre les productions aux attributions prestigieuses et celles d'amateurs, Henry Vasnier dote le musée des Beaux-Arts d’œuvres d'artistes peu ou pas connus, voire de ses amis.
Henry Vasnier permet donc d’enrichir le musée des Beaux-Arts de Reims, le propulsant au rang des grands musées. Cependant, en imposant la présentation de sa collection d’un seul tenant, il remet en question les rôles des historiens de l’art et des conservateurs et transforme la nature de l'établissement public. En effet, dans de telles conditions, le musée est dans l'incapacité de jouir pleinement de la richesse du legs car il ne peut ni en proposer une interprétation, ni faire dialoguer ses collections avec celles nouvellement arrivées, notamment par le biais d'un classement en sections thématiques et chronologiques.

#### Conception du nouveaumusée des Beaux-Arts de Reims
La municipalité rémoise se voit dans l'impossibilité de remplir les multiples conditions du legs de Henry Vasnier. En effet, l’hôtel de ville, qui accueille jusqu’alors les collections, ne répond pas à ses prérogatives d’exposition et de sécurité, notamment à cause du manque de place. Afin de pouvoir recevoir le legs, elle n'a donc d'autres choix que de chercher un nouveau musée indépendant.
Lors de la séance plénière du conseil municipal du 5 avril 1907, Monsieur Pozzi, maire de Reims, accepte le legs. En outre, ayant eu la chance d’échanger avec Henry Vasnier, il expose sa volonté, non pas de réhabiliter un ancien bâtiment, mais de construire un nouveau musée, dont il pourrait soutenir financièrement les travaux. Le conseil municipal se montre ouvert à la proposition, le nouvel établissement serait érigé sur le terrain Boulingrin. Finalement, pour de multiples raisons, le projet ne voit pas le jour.

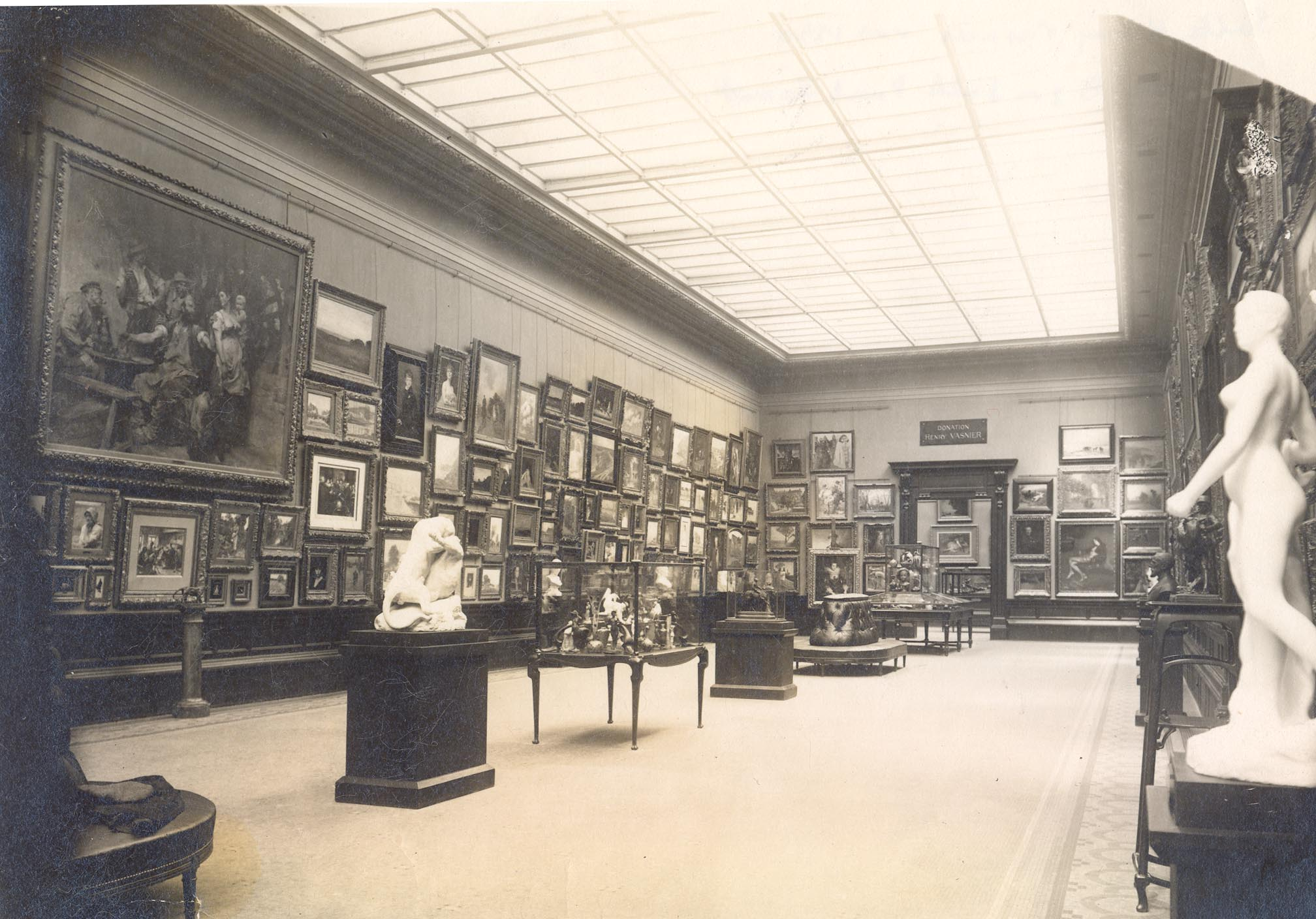
Salle H consacrée à la "Galerie Henry Vasnier", Musée des Beaux-Arts (Reims), vers 1930. Reims, Archives du Musée des Beaux-Arts.

En 1908, le département de la Marne met en vente le Grand séminaire, juxtaposant la cathédrale de Reims. Le conseil municipal, toujours en quête de nouveaux espaces pour pouvoir recevoir le legs, saisit cette occasion. Très vite, la question de la faisabilité de transformer le bâtiment historique en musée se pose. Afin d’y parvenir, de multiples transformations sont nécessaires. Il faut évider l'édifice, en protégeant la structure porteuse, pour satisfaire les exigences de Henry Vasnier, tout en préservant les façades historiques. Le premier étage du bâtiment principal, le seul à pouvoir assurer un éclairage zénithal, est choisi pour recevoir la salle consacrée à la "galerie Henry Vasnier". La réponse à cette exigence cause la disparition des toitures aiguës traditionnelles du XVIIe siècle. L'espace retenu, autrefois dédié au cardinal Gousset, central au sein du musée, est le plus spacieux du bâtiment principal. Il présente l’avantage d’être sec et facile à surveiller. Le legs bénéficie donc de nombreux privilèges, à l'image de son rôle primordial dans l’histoire de l’institution, permettant la distinction entre les Beaux-Arts et les autres formes de patrimoine. Le projet est conçu dans un laps de temps très court. La municipalité répond scrupuleusement à chacune des conditions du legs car les héritiers y étaient particulièrement attentifs. Le dossier est adopté lors de la séance plénière du conseil municipal du 10 avril 1909.

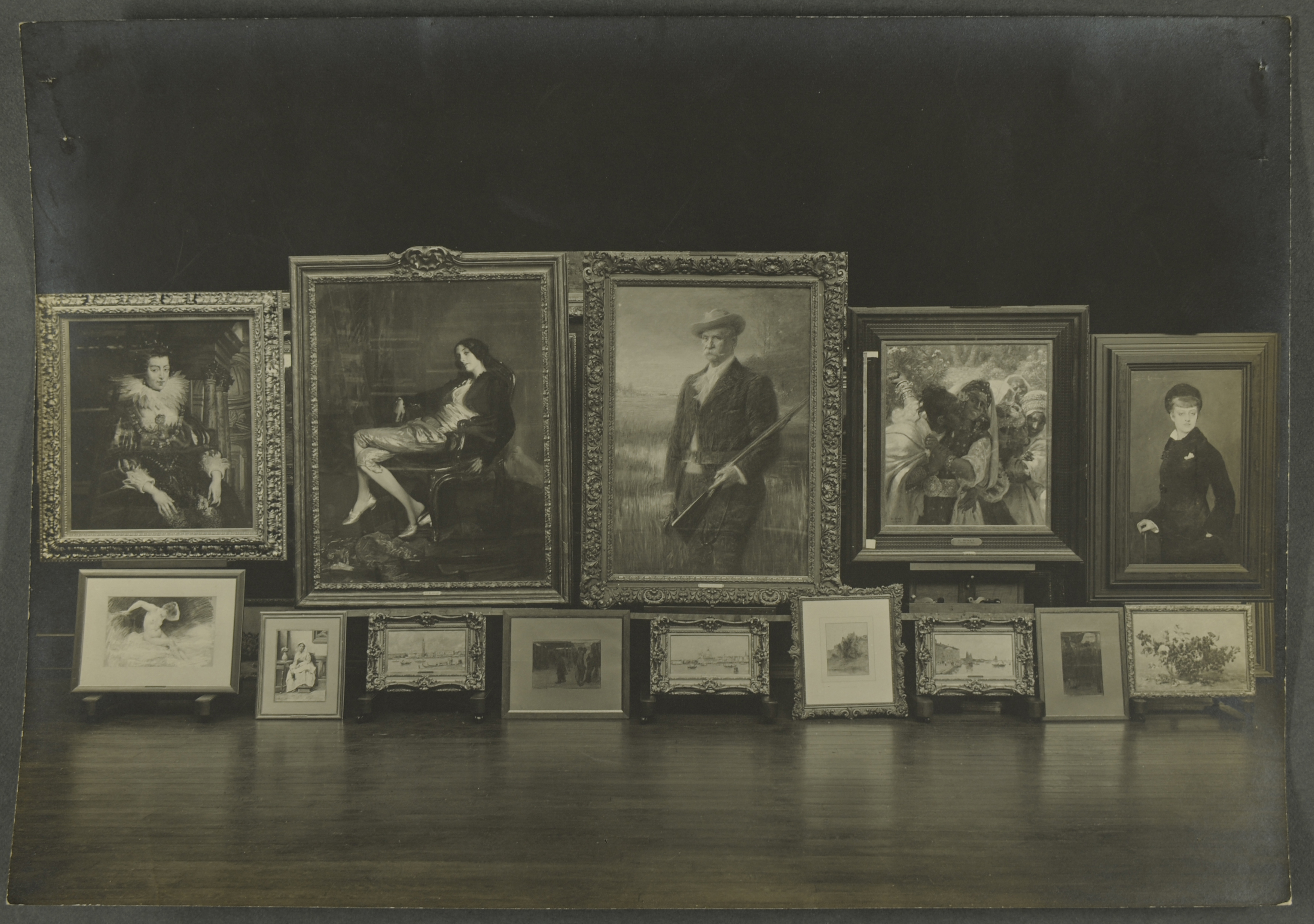
Tableaux posés sur des chevalets, Galerie Henry Vasnier (Reims), vers 1910, photographie de F. Rothier. Reims, Archives du Musée des Beaux-Arts

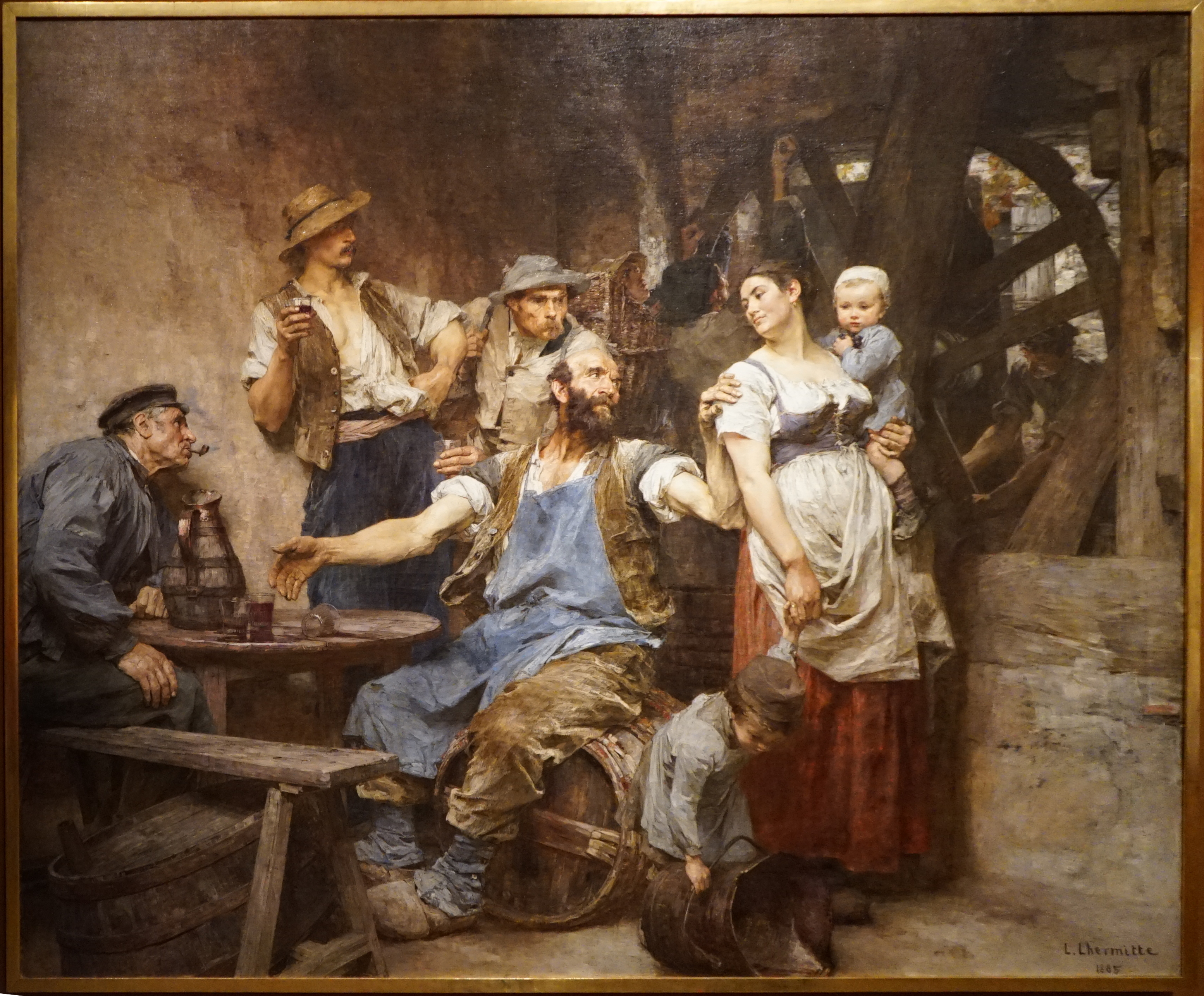
Léon Lhermitte, Le Vin, 1885, huile sur toile. Reims, Musée des Beaux-Arts, inv. 907.19.157.

Bien que les propriétaires de l’hôtel particulier n’aient pas imposé de délai d’enlèvement, la commission muséale décide de procéder au déplacement des fonds en 1911. Toutes les précautions sont prises pour que le classement opéré dans la galerie soit respecté au musée, notamment grâce à la juxtaposition des œuvres au sol. Cependant, des changements sont réalisés, pour présenter les artefacts du legs absents de la galerie, à l'instar de l'huile sur toile intitulée Le Vin de Léon Lhermitte, datant de 1885, originellement conservée dans les bureaux de la maison Pommery. Le nouveau musée est inauguré le 19 octobre 1913 par le président Poincaré.

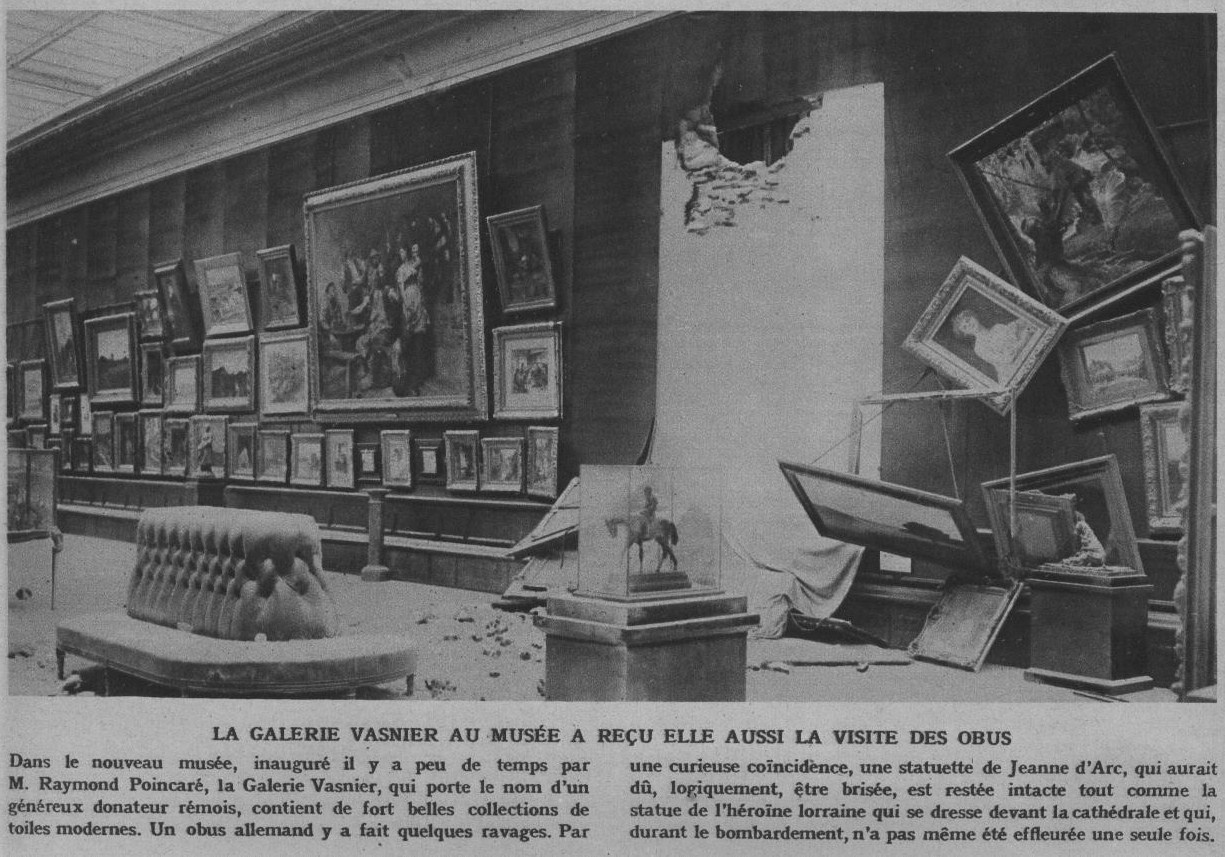
Traces de la Première Guerre mondiale dans la salle consacrée à la "Galerie Henry Vasnier", Musée des Beaux-Arts (Reims), 11 octobre 1914.

Toutefois, le 4 septembre 1914, un obus allemand s’abat sur le musée des Beaux-Arts de Reims et plus précisément dans la salle consacrée à la "galerie Henry Vasnier", réduisant en cendres sept œuvres.

#### Impact sur la nature dumusée des Beaux-Arts de Reims
Au lendemain de la guerre, une reconstruction à l’identique est menée. Elle dure jusqu’en 1927. Cette entreprise soulève des protestations. Paul Jamot, alors conservateur de l'établissement, demande à la municipalité de permettre une sélection des œuvres de la collection à présenter dans la salle, si les négociations avec les héritiers se révèlent infructueuses. Mais sa requête reste sans suite.

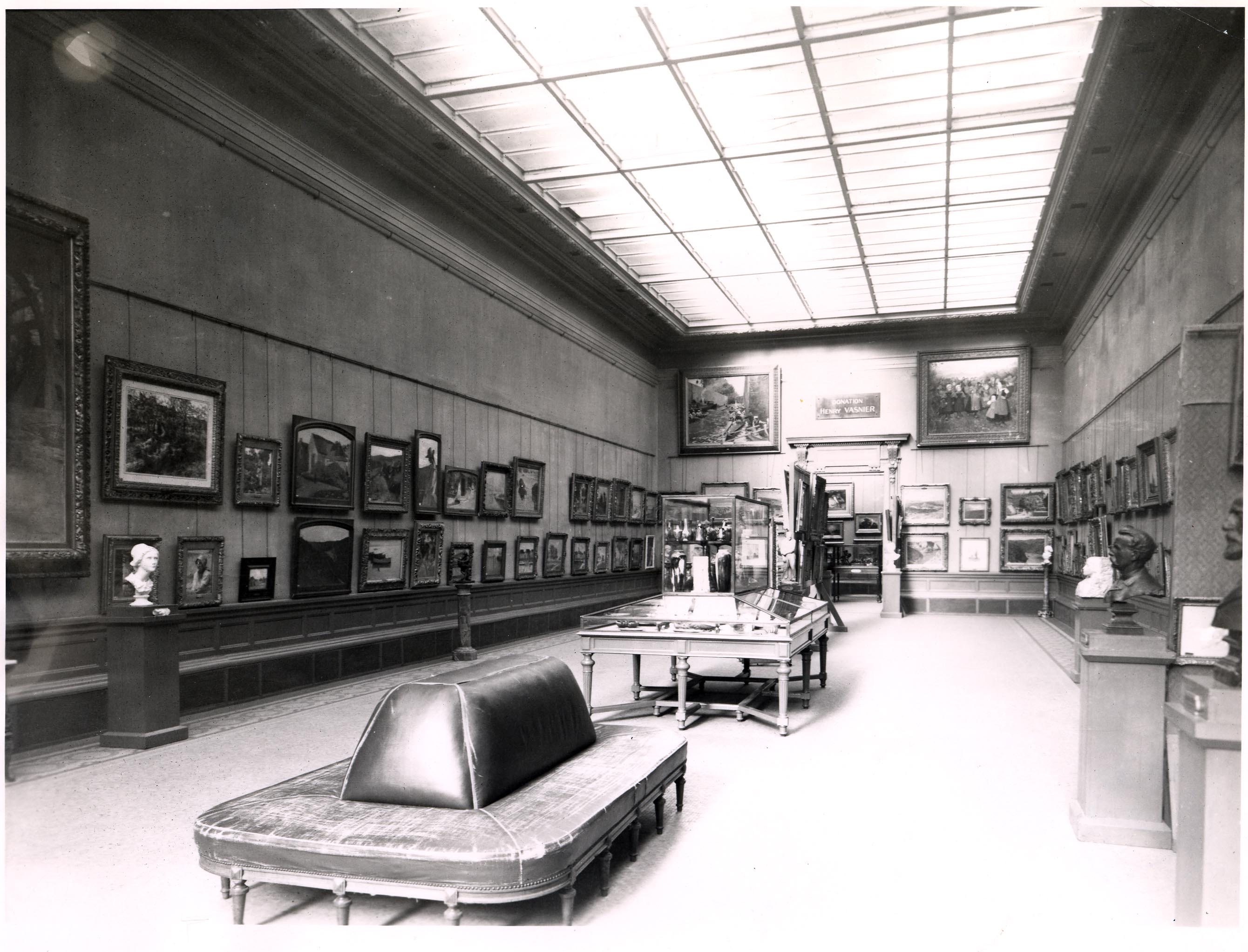
Salle B (ou salle Paul Jamot) consacrée à la "Galerie Henry Vasnier", Musée des Beaux-Arts (Reims), vers 1930. Reims, Archives du Musée des Beaux-Arts.

Si la proposition de Paul Jamot n'aboutit pas, son legs, en 1947, permet à Régine Pernoud de la concrétiser. Pour ce faire, elle contacte monsieur Godot-Vasnier, l'un des descendants de Henry Vasnier, qui accepte de revoir les conditions testamentaires. L'immuabilité de la présentation est levée. Les équipes muséales se basent maintenant sur la valeur esthétique des œuvres et le prestige de leur attribution afin de procéder à leur sélection. Elles peuvent également être sollicitées pour des expositions temporaires. La salle dédiée à la galerie change de place, quittant l'espace central du musée pour la salle de l'aile de droite, tout en longueur et en étroitesse. L'ancienne salle se métamorphose grâce à l'ajout d'une cloison et à l'apport d'un éclairage latéral. Le réagencement des collections favorise la mise en place d'une nouvelle scénographie organisant les œuvres par école et/ou par maître. Celles sélectionnées sont réparties en quatre sections successives : Eugène Delacroix et les artistes peu représentés ; Jean-Baptiste Camille Corot ; l’École de Barbizon et les modernistes encore minoritaires.
Ainsi, en revenant sur les closes testamentaires du legs de Henry Vasnier, le musée des Beaux-Arts de Reims est à même de répondre aux exigences d'un tel établissement, en faisant primer la qualité sur la quantité des artefacts exposés. Cette nouvelle présentation met en exergue l'appartenance de la galerie de Henry Vasnier à un temps révolu, plus en adéquation avec les enjeux muséologiques d'alors. Le legs marque donc ce passage, permettant au musée de se tourner vers le futur.